# 노기자카46
노기자카46(일본어: 乃木坂46, 영어: Nogizaka Forty-six)는 2011년 8월 21일자로 결성된 일본의 여성 아이돌 그룹이다.

## 개요
그룹 이름인 〈노기자카〉는 레이블 회사인 〈SME 노기자카 빌딩〉에서 유래된 것으로, 최종 오디션에서도 쓰였다. 〈46〉은 〈《AKB48》보다 인원은 적지만 지지 않겠다는 의지〉를 담아 아키모토 야스시가 이름 붙였다.
AKB48은 SME그룹의 데프스타 레코드 소속이었지만 킹레코드로 이적한 뒤에 주목을 받게 되었다. (소니 뮤직의 담당자가 〈역시 대어를 놓친게 아쉽습니다.〉라고 말한 적도 있다.) 이러한 경위로 SME에서 아키모토가 직접 아이돌 그룹을 기획하여 노기자카46을 만들어냈다.
AKB48을 비롯한 자매 그룹인 SKE48, NMB48, HKT48, NGT48, STU48와는 달리, 48 그룹의 라이벌 컨셉으로 활동 중이다. 공연 방식도 전용 극장이 아닌 홀을 중심으로 활동한다. 또한 공연을 전후반으로 나누어 전반이 끝나고 휴식시간에 투표를 실시하여 공연 후반에는 포지션을 바꾼다.
싱글 앨범마다 센터가 바뀐다.
그 밖에 사쿠라자카46, 히나타자카46, 요시모토자카46 등 이상 사카미치 시리즈 그룹이다.

## 멤버

### 현 멤버
| 이름                   | 일본어 표기          | 요미가나                  | 생년월일               | 출신지      | 가입기 | 비고       |
| ---------------------- | -------------------- | ------------------------- | ---------------------- | ----------- | ------ | ---------- |
| 이토 리리아            | 伊藤理々杏           | いとう りりあ             | 2002년 10월 8일(22세)  | 오키나와현  | 3기    |            |
| 이와모토 렌카          | 岩本蓮加             | いわもと れんか           | 2004년 2월 2일(21세)   | 도쿄도      | 3기    |            |
| 우메자와 미나미        | 梅澤美波             | うめざわ みなみ           | 1999년 1월 6일(26세)   | 카나가와현  | 3기    | 3대 캡틴   |
| 쿠보 시오리            | 久保史緒里           | くぼ しおり               | 2001년 7월 14일(24세)  | 미야기현    | 3기    |            |
| 요시다 아야노 크리스티 | 吉田綾乃クリスティー | よしだ あやのくりすてぃー | 1995년 9월 6일(29세)   | 오이타현    | 3기    | 최연장자   |
| 엔도 사쿠라            | 遠藤さくら           | えんどう さくら           | 2001년 10월 3일(23세)  | 아이치 현   | 4기    |            |
| 카키 하루카            | 賀喜遥香             | かき はるか               | 2001년 8월 8일(23세)   | 도치기현    | 4기    |            |
| 카나가와 사야          | 金川紗耶             | かながわ さや             | 2001년 10월 31일(23세) | 홋카이도    | 4기    |            |
| 쿠로미 하루카          | 黒見明香             | くろみ はるか             | 2004년 1월 19일(21세)  | 도쿄 도     | 4기    |            |
| 사토 리카              | 佐藤璃果             | さとう りか               | 2001년 8월 9일(23세)   | 이와테현    | 4기    |            |
| 시바타 유나            | 柴田柚菜             | しばた ゆな               | 2003년 3월 3일(22세)   | 지바현      | 4기    |            |
| 타무라 마유            | 田村真佑             | たむら まゆ               | 1999년 1월 12일(26세)  | 사이타마현  | 4기    |            |
| 츠츠이 아야메          | 筒井あやめ           | つつい あやめ             | 2004년 6월 8일(21세)   | 아이치 현   | 4기    |            |
| 하야시 루나            | 林瑠奈               | はやし るな               | 2003년 10월 2일(21세)  | 카나가와 현 | 4기    |            |
| 마츠오 미유            | 松尾美佑             | まつお みゆ               | 2004년 1월 3일(21세)   | 치바 현     | 4기    |            |
| 야쿠보 미오            | 矢久保美緒           | やくぼ みお               | 2002년 8월 14일(22세)  | 도쿄 도     | 4기    |            |
| 유미키 나오            | 弓木奈於             | ゆみき なお               | 1999년 2월 3일(26세)   | 교토부      | 4기    |            |
| 이오키 마오            | 五百城茉央           | いおき まお               | 2005년 7월 29일(20세)  | 효고현      | 5기    |            |
| 이케다 테레사          | 一池田瑛紗           | いけだ てれさ             | 2002년 5월 12일(23세)  | 도쿄 도     | 5기    |            |
| 이치노세 미쿠          | 一ノ瀬美空           | いちのせ みく             | 2003년 5월 24일(22세)  | 후쿠오카현  | 5기    |            |
| 이노우에 나기          | 井上和               | いのうえ なぎ             | 2005년 2월 17일(20세)  | 카나가와 현 | 5기    |            |
| 오카모토 히나          | 岡本姫奈             | おかもと ひな             | 2003년 12월 17일(21세) | 아이치 현   | 5기    |            |
| 오가와 아야            | 小川彩               | おがわ あや               | 2007년 6월 27일(18세)  | 치바 현     | 5기    |            |
| 오쿠다 이로하          | 奥田いろは           | おくだ いろは             | 2005년 8월 20일(19세)  | 치바 현     | 5기    |            |
| 카와사키 사쿠라        | 川﨑桜               | かわさき さくら           | 2003년 4월 17일(22세)  | 카나가와 현 | 5기    |            |
| 스가하라 사츠키        | 菅原咲月             | すがわら さつき           | 2005년 10월 31일(19세) | 치바 현     | 5기    | 2대 부캡틴 |
| 토미사토 나오          | 冨里奈央             | とみさと なお             | 2006년 9월 18일(18세)  | 치바 현     | 5기    |            |
| 나카니시 아루노        | 中西アルノ           | なかにし アルノ           | 2003년 3월 17일(22세)  | 치바 현     | 5기    |            |
| 아타고 코코네          | 愛宕心響             | あたご ここね             | 2005년 9월 17일(19세)  | 효고 현     | 6기    |            |
| 오오코시 히나노        | 大越ひなの           | おおこし ひなの           | 2004년 12월 1일(20세)  | 시즈오카현  | 6기    |            |
| 오즈 레이나            | 小津玲奈             | おづ れいな               | 2007년 4월 17일(18세)  | 도쿄 도     | 6기    |            |
| 카이베 아카리          | 海邉朱莉             | かいべ あかり             | 2007년 2월 14일(18세)  | 효고 현     | 6기    |            |
| 카와바타 히나          | 川端晃菜             | かわばた ひな             | 2011년 1월 14일(14세)  | 도쿄 도     | 6기    | 최연소     |
| 스즈키 유우나          | 鈴木佑捺             | すずき ゆうな             | 2006년 5월 18일(19세)  | 야마나시현  | 6기    |            |
| 세토구치 미츠키        | 瀬戸口心月           | せとぐち みつき           | 2005년 7월 16일(20세)  | 가고시마현  | 6기    |            |
| 나가시마 리오          | 長嶋凛桜             | ながしま りお             | 2007년 5월 25일(18세)  | 홋카이도    | 6기    |            |
| 마스다 미리네          | 増田三莉音           | ますだ みりね             | 2009년 11월 1일(15세)  | 오사카 부   | 6기    |            |
| 모리하라 우루미        | 森平麗心             | もりひら うるみ           | 2008년 10월 5일(16세)  | 도쿄 도     | 6기    |            |
| 야다 모에카            | 矢田萌華             | やだ もえか               | 2008년 1월 27일(17세)  | 아키타현    | 6기    |            |

### 전 멤버
| 이름            | 일본어 표기 | 요미가나          | 생년월일               | 출신지            | 졸업·사퇴일      | 가입기 | 현재 소속 사무소       | 비고                                                                   |
| --------------- | ----------- | ----------------- | ---------------------- | ----------------- | ---------------- | ------ | ---------------------- | ---------------------------------------------------------------------- |
| 야마모토 호노카 | 山本穂乃香  | やまもと ほのか   | 1998년 3월 31일(27세)  | 아이치 현         | 2011년 9월 22일  | 1기    | 오피스 니군니바        | 개인활동중                                                             |
| 요시모토 아야카 | 吉本彩華    | よしもと あやか   | 1996년 8월 18일(28세)  | 구마모토현        | 2011년 9월 22일  | 1기    | -                      |                                                                        |
| 이와세 유미코   | 岩瀬佑美子  | いわせ ゆみこ     | 1990년 6월 12일(35세)  | 사이타마 현       | 2012년 11월 18일 | 1기    | -                      |                                                                        |
| 안도 미쿠모     | 安藤美雲    | あんどう みくも   | 1993년 5월 21일(32세)  | 카나가와 현       | 2013년 6월 16일  | 1기    | -                      |                                                                        |
| 카시와 유키나   | 柏幸奈      | かしわ ゆきな     | 1994년 8월 12일(30세)  | 카나가와 현       | 2013년 11월 17일 | 1기    | 재팬 뮤직 엔터테인먼트 | 개인활동중                                                             |
| 미야자와 세이라 | 宮澤成良    | みやざわ せいら   | 1993년 10월 29일(31세) | 치바 현           | 2013년 11월 17일 | 1기    | 이데아                 | 개인활동중                                                             |
| 니시카와 나나미 | 西川七海    | にしかわ ななみ   | 1993년 7월 3일(32세)   | 도쿄 도           | 2014년 3월 22일  | 2기    | -                      | 前 AKB48 8기 연구생                                                    |
| 이치키 레나     | 市來玲奈    | いちき れな       | 1996년 1월 22일(29세)  | 치바 현           | 2014년 7월 21일  | 1기    | -                      | 現 후지 TV 아나운서                                                    |
| 야다 리사코     | 矢田里沙子  | やだ りさこ       | 1995년 3월 18일(30세)  | 사이타마 현       | 2014년 10월 18일 | 2기    | -                      |                                                                        |
| 요네토쿠 쿄카   | 米徳京花    | よねとく きょうか | 1999년 4월 14일(26세)  | 카나가와 현       | 2014년 10월 18일 | 2기    | CLONEA                 | 개인활동중                                                             |
| 이토 네네       | 伊藤寧々    | いとう ねね       | 1995년 12월 12일(29세) | 기후 현           | 2014년 10월 19일 | 1기    | 와타나베 엔터테인먼트  | 개인활동중                                                             |
| 야마토 리나     | 大和里菜    | やまと りな       | 1994년 12월 14일(30세) | 미야기 현         | 2014년 12월 15일 | 1기    | -                      | 계약 종료 前 SPL∞ASH 멤버                                              |
| 하타나카 세이라 | 畠中清羅    | はたなか せいら   | 1995년 12월 5일(29세)  | 오이타 현         | 2015년 4월 4일   | 1기    | MSC                    | 前 CHIMO 멤버 유튜버 개인활동중                                        |
| 마츠이 레나     | 松井玲奈    | まつい れな       | 1991년 7월 27일(34세)  | 아이치 현         | 2015년 5월 14일  | -      | A-PLUS                 | 개인활동중                                                             |
| 나가시마 세이라 | 永島聖羅    | ながしま せいら   | 1994년 5월 19일(31세)  | 아이치 현         | 2016년 3월 20일  | 1기    | 호리프로               | 개인활동중                                                             |
| 후카가와 마이   | 深川麻衣    | ふかがわ まい     | 1991년 3월 29일(34세)  | 시즈오카 현       | 2016년 6월 16일  | 1기    | 텐캐럿                 | 개인활동중                                                             |
| 하시모토 나나미 | 橋本奈々未  | はしもと ななみ   | 1993년 2월 20일(32세)  | 홋카이도          | 2017년 2월 20일  | 1기    | -                      |                                                                        |
| 나카모토 히메카 | 中元日芽香  | なかもと ひめか   | 1996년 4월 13일(29세)  | 히로시마 현       | 2017년 11월 19일 | 1기    | 노기자카46 합동회사    | 동생은 SU-METAL (BABYMETAL) 前 SPL∞ASH 멤버 현재 심리상담사로서 활동중 |
| 이토 마리카     | 伊藤万理華  | いとう まりか     | 1996년 2월 20일(29세)  | 카나가와 현       | 2017년 12월 23일 | 1기    | 노기자카46 합동회사    | 현재 패션 분야에서 활동중                                              |
| 카와무라 마히로 | 川村真洋    | かわむら まひろ   | 1995년 7월 23일(30세)  | 오사카 부         | 2018년 3월 31일  | 1기    | TWIN PLANET            | 현예명 : 마히로 (真洋) 개인활동중                                      |
| 이코마 리나     | 生駒里奈    | いこま りな       | 1995년 12월 29일(29세) | 아키타 현         | 2018년 5월 6일   | 1기    | A.M.Entertainment      | 유튜버 개인활동중                                                      |
| 사이토 치하루   | 斎藤ちはる  | さいとう ちはる   | 1997년 2월 17일(28세)  | 사이타마 현       | 2018년 7월 16일  | 1기    | -                      | 現 TV 아사히 아나운서                                                  |
| 사가라 이오리   | 相楽伊織    | さがら いおり     | 1997년 11월 26일(27세) | 사이타마 현       | 2018년 7월 16일  | 2기    | am                     | 개인활동중                                                             |
| 와카츠키 유미   | 若月佑美    | わかつき ゆみ     | 1994년 6월 27일(31세)  | 시즈오카현        | 2018년 11월 30일 | 1기    | 제스트                 | 개인활동중                                                             |
| 노죠 아미       | 能條愛未    | のうじょう あみ   | 1994년 10월 18일(30세) | 카나가와 현       | 2018년 12월 15일 | 1기    | TWIN PLANET            | 前 청춘여자학원 멤버                                                   |
| 카와고 히나     | 川後陽菜    | かわご ひな       | 1998년 3월 22일(27세)  | 나가사키현        | 2018년 12월 20일 | 1기    | -                      | 《Popteen》 전속 모델 前 청춘여자학원 멤버                             |
| 니시노 나나세   | 西野七瀬    | にしの ななせ     | 1994년 5월 25일(31세)  | 오사카부          | 2018년 12월 31일 | 1기    | 노기자카46 합동회사    | 《non-no》 전속 모델 前 NMB48 3기 연구생 다카야마 리코와 친척 관계     |
| 에토 미사       | 衛藤美彩    | えとう みさ       | 1993년 1월 4일(32세)   | 오이타 현         | 2019년 3월 31일  | 1기    | TWIN PLANET            | 前 미스 매거진 2011 출신 현재 야구선수 겐다 소스케와 결혼 개인활동중   |
| 이토 카린       | 伊藤かりん  | いとう かりん     | 1993년 5월 26일(32세)  | 카나가와 현       | 2019년 5월 24일  | 2기    | 노기자카46 합동회사    | 유튜버 개인활동중                                                      |
| 사이토 유리     | 斉藤優里    | さいとう ゆうり   | 1993년 7월 20일(32세)  | 도쿄 도           | 2019년 6월 30일  | 1기    | 주식회사 321           | 개인활동중                                                             |
| 사쿠라이 레이카 | 桜井玲香    | さくらい れいか   | 1994년 5월 16일(31세)  | 도쿄 도           | 2019년 9월 1일   | 1기    | 노기자카46 합동회사    | 개인활동중                                                             |
| 사사키 코토코   | 佐々木琴子  | ささき ことこ     | 1998년 8월 28일(26세)  | 사이타마 현       | 2020년 3월 31일  | 2기    | 스타일 큐브            | 개인활동중                                                             |
| 이노우에 사유리 | 井上小百合  | いのうえ さゆり   | 1994년 12월 14일(30세) | 사이타마 현       | 2020년 4월 27일  | 1기    | 시스 컴퍼니            | 前 닛테레제닉 2011 후보생 출신 개인활동중                              |
| 나카다 카나     | 中田花奈    | なかだ かな       | 1994년 8월 6일(31세)   | 사이타마 현       | 2020년 10월 25일 | 1기    | 노기자카46 합동회사    | 개인활동중                                                             |
| 시라이시 마이   | 白石麻衣    | しらいし まい     | 1992년 8월 20일(32세)  | 군마현            | 2020년 10월 28일 | 1기    | 노기자카46 합동회사    | 《LARME》 《Ray》 전속 모델 유튜버 개인활동중                          |
| 호리 미오나     | 堀末央奈    | ほり みおな       | 1996년 10월 15일(28세) | 기후현            | 2021년 3월 28일  | 2기    | am                     | 개인활동중                                                             |
| 마츠무라 사유리 | 松村沙友理  | まつむら さゆり   | 1992년 8월 27일(32세)  | 오사카 부         | 2021년 7월 13일  | 1기    | 이쿠시마 기획실        | 《CanCam》 전속 모델 개인활동중                                        |
| 이토 쥰나       | 伊藤純奈    | いとう じゅんな   | 1998년 11월 30일(26세) | 카나가와 현       | 2021년 8월 31일  | 2기    | -                      |                                                                        |
| 와타나베 미리아 | 渡辺みり愛  | わたなべ みりあ   | 1999년 11월 1일(25세)  | 도쿄 도           | 2021년 8월 31일  | 2기    | 엘리게이터             | 개인활동중                                                             |
| 오오조노 모모코 | 大園桃子    | おおぞの ももこ   | 1999년 9월 13일(25세)  | 가고시마현        | 2021년 9월 4일   | 3기    | -                      |                                                                        |
| 타카야마 카즈미 | 高山一実    | たかやま かずみ   | 1994년 2월 8일(31세)   | 치바 현           | 2021년 11월 21일 | 1기    | 노기자카46 합동회사    | 개인활동중                                                             |
| 테라다 란제     | 寺田蘭世    | てらだ らんぜ     | 1998년 9월 23일(26세)  | 도쿄 도           | 2021년 12월 12일 | 2기    | -                      |                                                                        |
| 이쿠타 에리카   | 生田絵梨花  | いくた えりか     | 1997년 1월 22일(28세)  | 도쿄 도           | 2021년 12월 31일 | 1기    | 오오타 프로덕션        | 개인활동중                                                             |
| 신우치 마이     | 新内眞衣    | しんうち まい     | 1992년 1월 22일(33세)  | 사이타마 현       | 2022년 2월 10일  | 2기    | 센트 포스              | 재적시는 OL 겸임 개인활동중                                            |
| 호시노 미나미   | 星野みなみ  | ほしの みなみ     | 1998년 2월 6일(27세)   | 치바 현           | 2022년 2월 12일  | 1기    | -                      |                                                                        |
| 키타노 히나코   | 北野日奈子  | きたの ひなこ     | 1996년 7월 17일(29세)  | 치바 현           | 2022년 4월 30일  | 2기    | am                     | 개인활동중                                                             |
| 야마자키 레나   | 山﨑怜奈    | やまざき れな     | 1997년 5월 21일(28세)  | 도쿄 도           | 2022년 7월 17일  | 2기    | 마운트 케이프          | 개인활동중                                                             |
| 히구치 히나     | 樋口日奈    | ひぐち ひな       | 1998년 1월 31일(27세)  | 도쿄 도           | 2022년 10월 31일 | 1기    | 노기자카46 합동회사    | 개인활동중                                                             |
| 와다 마야       | 和田まあや  | わだ まあや       | 1998년 4월 23일(27세)  | 히로시마현        | 2022년 12월 4일  | 1기    | kabo                   | 現 주식회사 kabo 대표이사 개인활동중                                   |
| 사이토 아스카   | 齋藤飛鳥    | さいとう あすか   | 1998년 8월 10일(26세)  | 도쿄 도           | 2022년 12월 31일 | 1기    | 노기자카46 합동회사    | 《sweet》 레귤러 모델 개인활동중                                       |
| 아키모토 마나츠 | 秋元真夏    | あきもと まなつ   | 1993년 8월 20일(31세)  | 사이타마 현       | 2023년 2월 26일  | 1기    | 재팬 뮤직 엔터테인먼트 | 개인활동중                                                             |
| 스즈키 아야네   | 鈴木絢音    | すずき あやね     | 1999년 3월 5일(26세)   | 아키타현          | 2023년 3월 28일  | 2기    | A.M.Entertainment      | 개인활동중                                                             |
| 키타가와 유리   | 北川悠理    | きたがわ ゆり     | 2001년 8월 8일(23세)   | 미국 캘리포니아주 | 2023년 6월 30일  | 4기    | -                      |                                                                        |
| 하야카와 세이라 | 早川聖来    | はやかわ せいら   | 2000년 8월 24일(24세)  | 오사카 부         | 2023년 8월 24일  | 4기    | -                      |                                                                        |
| 야마시타 미즈키 | 山下美月    | やました みづき   | 1999년 7월 26일(26세)  | 도쿄 도           | 2024년 5월 12일  | 3기    | 노기자카46 합동회사    | 개인활동중                                                             |
| 사카구치 타마미 | 阪口珠美    | さかぐち たまみ   | 2001년 11월 10일(23세) | 도쿄 도           | 2024년 7월 15일  | 3기    | 딥 스킬                | 개인활동중                                                             |
| 세이미야 레이   | 清宮レイ    | せいみや れい     | 2003년 8월 1일(22세)   | 사이타마 현       | 2024년 7월 17일  | 4기    | -                      |                                                                        |
| 카케하시 사야카 | 掛橋沙耶香  | かけはし さやか   | 2002년 11월 20일(22세) | 오카야마현        | 2024년 8월 19일  | 4기    | -                      |                                                                        |
| 무카이 하즈키   | 向井葉月    | むかい はづき     | 1999년 8월 23일(25세)  | 도쿄 도           | 2024년 12월 31일 | 3기    | -                      |                                                                        |
| 요다 유키       | 与田祐希    | よだ ゆうき       | 2000년 5월 5일(25세)   | 후쿠오카 현       | 2024년 2월 23일  | 3기    | 노기자카46 합동회사    |                                                                        |
| 사토 카에데     | 佐藤楓      | さとう かえで     | 1998년 3월 23일(27세)  | 아이치현          | 2025년 5월 6일   | 3기    | -                      |                                                                        |
| 나카무라 레노   | 中村麗乃    | なかむら れの     | 2001년 9월 27일(23세)  | 도쿄 도           | 2025년 6월 26일  | 3기    | 노기자카46 합동회사    |                                                                        |

### 역대 캡틴 · 부캡틴
| 기간                               | 캡틴            | 부캡틴          |
| ---------------------------------- | --------------- | --------------- |
| 2012년 6월 17일 - 2019년 9월 1일   | 사쿠라이 레이카 | (부재)          |
| 2019년 9월 2일 - 2021년 11월 28일  | 아키모토 마나츠 | (부재)          |
| 2019년 8월 14일 - 2021년 11월 28일 | 아키모토 마나츠 | 우메자와 미나미 |
| 2023년 2월 22일 - 2024년 12월 13일 | 우메자와 미나미 | (공석)          |
| 2024년 12월 14일 - 현재            | 우메자와 미나미 | 스가하라 사츠키 |

### 선발/복신
- ★ - 복신 멤버
- 센터 - 선발 멤버 최전열의 중앙
- ◎ - 선발 멤버

| 이름                   | 가입기      | 잠정 (1) | 잠정 (2) | 메이지 | 1st    | 2nd    | 3rd    | 4th    | 5th    | 6th    | 7th      | 8th    | 9th    | 10th   | 11th      | 12th      | 13th      | 14th      | 15th      | 16th      | 17th      | 18th      | 19th      | 20th      | 21st      | 22nd      | 23rd      | 24th      | 25th      | 26th      | 27th      | 28th      | 29th      | 30th      | 31st      | 32nd      | 33rd      | 34th      | 35th      | 36th      | 37th      | 38th      | 39th      |           |
| 복신                   | 복신        | -        | 칠복신   | 칠복신 | 칠복신 | 칠복신 | 칠복신 | 팔복신 | 팔복신 | 팔복신 | 팔복신+1 | 오복신 | 십복신 | 십복신 | 십복신    | 십복신    | 십복신    | 십복신    | 십복신    | 십일복신  | 십이복신  | 십이복신  | 십일복신  | 십사복신  | 십사복신  | 십사복신  | 십사복신  | 십일복신  | 십일복신  | 십이복신  | 십이복신  | 십이복신  | 십복신    | 십일복신  | 십일복신  | 십일복신  | 십일복신  | 십일복신  | 십일복신  | 십일복신  | 십일복신  | 십일복신  | 구복신    |           |
| ---------------------- | ----------- | -------- | -------- | ------ | ------ | ------ | ------ | ------ | ------ | ------ | -------- | ------ | ------ | ------ | --------- | --------- | --------- | --------- | --------- | --------- | --------- | --------- | --------- | --------- | --------- | --------- | --------- | --------- | --------- | --------- | --------- | --------- | --------- | --------- | --------- | --------- | --------- | --------- | --------- | --------- | --------- | --------- | --------- | --------- |
| 이토 리리아            | 3기         | 미가입   | 미가입   | 미가입 | 미가입 | 미가입 | 미가입 | 미가입 | 미가입 | 미가입 | 미가입   | 미가입 | 미가입 | 미가입 | 미가입    | 미가입    | 미가입    | 미가입    | 미가입    |           |           |           |           |           |           | ◎         | ◎         |           |           |           |           |           |           |           |           |           | ◎         |           | ◎         |           |           |           |           |           |
| 이와모토 렌카          | 3기         | 미가입   | 미가입   | 미가입 | 미가입 | 미가입 | 미가입 | 미가입 | 미가입 | 미가입 | 미가입   | 미가입 | 미가입 | 미가입 | 미가입    | 미가입    | 미가입    | 미가입    | 미가입    |           |           |           |           |           | ★         |           | ◎         |           | ◎         | ◎         | ◎         | ◎         | ◎         | ★         | ◎         | ◎         | ★         | ★         | ★         | ★         | ◎         |           |           |           |
| 우메자와 미나미        | 3기         | 미가입   | 미가입   | 미가입 | 미가입 | 미가입 | 미가입 | 미가입 | 미가입 | 미가입 | 미가입   | 미가입 | 미가입 | 미가입 | 미가입    | 미가입    | 미가입    | 미가입    | 미가입    |           |           |           |           |           | ★         | ★         | ★         | ◎         | ◎         | ★         | ★         | ★         | ★         | ★         | ★         | ★         | ★         | ★         | ★         | ★         | ★         | ★         | ★         |           |
| 쿠보 시오리            | 3기         | 미가입   | 미가입   | 미가입 | 미가입 | 미가입 | 미가입 | 미가입 | 미가입 | 미가입 | 미가입   | 미가입 | 미가입 | 미가입 | 미가입    | 미가입    | 미가입    | 미가입    | 미가입    |           |           |           |           | ★         | 휴지      |           | ★         | ◎         | ◎         | ★         | ★         | ★         | ★         | ★         | ★         | ★ 센터    | ★         | ★         | ★         | ★         | ★         | ★         | ★         |           |
| 요시다 아야노 크리스티 | 3기         | 미가입   | 미가입   | 미가입 | 미가입 | 미가입 | 미가입 | 미가입 | 미가입 | 미가입 | 미가입   | 미가입 | 미가입 | 미가입 | 미가입    | 미가입    | 미가입    | 미가입    | 미가입    |           |           |           |           |           |           |           |           |           |           |           |           |           |           |           |           |           |           |           | ◎         |           |           |           |           |           |
| 엔도 사쿠라            | 4기         | 미가입   | 미가입   | 미가입 | 미가입 | 미가입 | 미가입 | 미가입 | 미가입 | 미가입 | 미가입   | 미가입 | 미가입 | 미가입 | 미가입    | 미가입    | 미가입    | 미가입    | 미가입    | 미가입    | 미가입    | 미가입    | 미가입    | 미가입    | 미가입    | 미가입    |           | ★ 센터    | ◎         | ★         | ★ 센터    | ★         | ★         | ★         | ★         | ★         | ★         | ★ 센터    | ★         | ★         | ★ 센터    | ★         | ★         |           |
| 카키 하루카            | 4기         | 미가입   | 미가입   | 미가입 | 미가입 | 미가입 | 미가입 | 미가입 | 미가입 | 미가입 | 미가입   | 미가입 | 미가입 | 미가입 | 미가입    | 미가입    | 미가입    | 미가입    | 미가입    | 미가입    | 미가입    | 미가입    | 미가입    | 미가입    | 미가입    | 미가입    |           | ★         | ◎         | ★         | ★         | ★ 센터    | ★         | ★ 센터    | ★         | ★         | ★         | ★ 센터    | ★         | ★         | ★         | ★         | ★ 센터    |           |
| 카나가와 사야          | 4기         | 미가입   | 미가입   | 미가입 | 미가입 | 미가입 | 미가입 | 미가입 | 미가입 | 미가입 | 미가입   | 미가입 | 미가입 | 미가입 | 미가입    | 미가입    | 미가입    | 미가입    | 미가입    | 미가입    | 미가입    | 미가입    | 미가입    | 미가입    | 미가입    | 미가입    |           |           |           |           |           |           |           | ◎         | ★         | ◎         | ◎         | 활동 휴지 |           | ◎         | ◎         | ◎         |           |           |
| 시바타 유나            | 4기         | 미가입   | 미가입   | 미가입 | 미가입 | 미가입 | 미가입 | 미가입 | 미가입 | 미가입 | 미가입   | 미가입 | 미가입 | 미가입 | 미가입    | 미가입    | 미가입    | 미가입    | 미가입    | 미가입    | 미가입    | 미가입    | 미가입    | 미가입    | 미가입    | 미가입    |           |           |           |           |           |           | ◎         | ◎         | ◎         | ◎         | ◎         | ◎         |           |           |           |           |           |           |
| 타무라 마유            | 4기         | 미가입   | 미가입   | 미가입 | 미가입 | 미가입 | 미가입 | 미가입 | 미가입 | 미가입 | 미가입   | 미가입 | 미가입 | 미가입 | 미가입    | 미가입    | 미가입    | 미가입    | 미가입    | 미가입    | 미가입    | 미가입    | 미가입    | 미가입    | 미가입    | 미가입    |           |           |           | ◎         | ◎         | ◎         | ◎         | ★         | ★         | ★         | ★         | ★         | ★         | ◎         | ◎         | ◎         |           |           |
| 츠츠이 아야메          | 4기         | 미가입   | 미가입   | 미가입 | 미가입 | 미가입 | 미가입 | 미가입 | 미가입 | 미가입 | 미가입   | 미가입 | 미가입 | 미가입 | 미가입    | 미가입    | 미가입    | 미가입    | 미가입    | 미가입    | 미가입    | 미가입    | 미가입    | 미가입    | 미가입    | 미가입    |           | ★         |           | ◎         | ◎         | ★         | ★         | ★         | ◎         | ★         | ◎         | ◎         |           | ◎         | ◎         | ◎         | ◎         |           |
| 야쿠보 미오            | 4기         | 미가입   | 미가입   | 미가입 | 미가입 | 미가입 | 미가입 | 미가입 | 미가입 | 미가입 | 미가입   | 미가입 | 미가입 | 미가입 | 미가입    | 미가입    | 미가입    | 미가입    | 미가입    | 미가입    | 미가입    | 미가입    | 미가입    | 미가입    | 미가입    | 미가입    |           |           |           |           |           |           |           |           |           |           |           |           |           |           |           |           |           |           |
| 쿠로미 하루카          | 4기         | 미가입   | 미가입   | 미가입 | 미가입 | 미가입 | 미가입 | 미가입 | 미가입 | 미가입 | 미가입   | 미가입 | 미가입 | 미가입 | 미가입    | 미가입    | 미가입    | 미가입    | 미가입    | 미가입    | 미가입    | 미가입    | 미가입    | 미가입    | 미가입    | 미가입    | 미가입    | 미가입    | 미가입    |           |           |           |           |           |           |           |           | ◎         |           |           |           |           |           |           |
| 사토 리카              | 4기         | 미가입   | 미가입   | 미가입 | 미가입 | 미가입 | 미가입 | 미가입 | 미가입 | 미가입 | 미가입   | 미가입 | 미가입 | 미가입 | 미가입    | 미가입    | 미가입    | 미가입    | 미가입    | 미가입    | 미가입    | 미가입    | 미가입    | 미가입    | 미가입    | 미가입    | 미가입    | 미가입    | 미가입    |           |           |           |           |           |           | ◎         |           |           |           |           |           |           |           |           |
| 하야시 루나            | 4기         | 미가입   | 미가입   | 미가입 | 미가입 | 미가입 | 미가입 | 미가입 | 미가입 | 미가입 | 미가입   | 미가입 | 미가입 | 미가입 | 미가입    | 미가입    | 미가입    | 미가입    | 미가입    | 미가입    | 미가입    | 미가입    | 미가입    | 미가입    | 미가입    | 미가입    | 미가입    | 미가입    | 미가입    |           |           |           |           |           | ◎         |           | 활동 휴지 |           |           |           | ◎         | ◎         |           |           |
| 마츠오 미유            | 4기         | 미가입   | 미가입   | 미가입 | 미가입 | 미가입 | 미가입 | 미가입 | 미가입 | 미가입 | 미가입   | 미가입 | 미가입 | 미가입 | 미가입    | 미가입    | 미가입    | 미가입    | 미가입    | 미가입    | 미가입    | 미가입    | 미가입    | 미가입    | 미가입    | 미가입    | 미가입    | 미가입    | 미가입    |           |           |           |           |           |           | ◎         |           |           |           |           |           |           |           |           |
| 유미키 나오            | 4기         | 미가입   | 미가입   | 미가입 | 미가입 | 미가입 | 미가입 | 미가입 | 미가입 | 미가입 | 미가입   | 미가입 | 미가입 | 미가입 | 미가입    | 미가입    | 미가입    | 미가입    | 미가입    | 미가입    | 미가입    | 미가입    | 미가입    | 미가입    | 미가입    | 미가입    | 미가입    | 미가입    | 미가입    |           |           |           |           | ◎         | ◎         | ◎         | ◎         | ◎         | ★         | ◎         | ◎         | ◎         | ◎         |           |
| 이오키 마오            | 5기         | 미가입   | 미가입   | 미가입 | 미가입 | 미가입 | 미가입 | 미가입 | 미가입 | 미가입 | 미가입   | 미가입 | 미가입 | 미가입 | 미가입    | 미가입    | 미가입    | 미가입    | 미가입    | 미가입    | 미가입    | 미가입    | 미가입    | 미가입    | 미가입    | 미가입    | 미가입    | 미가입    | 미가입    | 미가입    | 미가입    | 미가입    |           |           |           | ◎         | ★         | ◎         | ◎         | ★         | ★         | ★         | ◎         |           |
| 이케다 테레사          | 5기         | 미가입   | 미가입   | 미가입 | 미가입 | 미가입 | 미가입 | 미가입 | 미가입 | 미가입 | 미가입   | 미가입 | 미가입 | 미가입 | 미가입    | 미가입    | 미가입    | 미가입    | 미가입    | 미가입    | 미가입    | 미가입    | 미가입    | 미가입    | 미가입    | 미가입    | 미가입    | 미가입    | 미가입    | 미가입    | 미가입    | 미가입    |           |           |           |           | ◎         | ★         | ◎         | ★         | ★         | ★         | ★         |           |
| 이치노세 미쿠          | 5기         | 미가입   | 미가입   | 미가입 | 미가입 | 미가입 | 미가입 | 미가입 | 미가입 | 미가입 | 미가입   | 미가입 | 미가입 | 미가입 | 미가입    | 미가입    | 미가입    | 미가입    | 미가입    | 미가입    | 미가입    | 미가입    | 미가입    | 미가입    | 미가입    | 미가입    | 미가입    | 미가입    | 미가입    | 미가입    | 미가입    | 미가입    |           |           |           | ◎         | ★         | ◎         | ◎         | ★         | ★         | ★         | ★         |           |
| 이노우에 나기          | 5기         | 미가입   | 미가입   | 미가입 | 미가입 | 미가입 | 미가입 | 미가입 | 미가입 | 미가입 | 미가입   | 미가입 | 미가입 | 미가입 | 미가입    | 미가입    | 미가입    | 미가입    | 미가입    | 미가입    | 미가입    | 미가입    | 미가입    | 미가입    | 미가입    | 미가입    | 미가입    | 미가입    | 미가입    | 미가입    | 미가입    | 미가입    |           |           |           | ★         | ★ 센터    | ★         | ★         | ★ 센터    | ★         | ★ 센터    | ★         |           |
| 오카모토 히나          | 5기         | 미가입   | 미가입   | 미가입 | 미가입 | 미가입 | 미가입 | 미가입 | 미가입 | 미가입 | 미가입   | 미가입 | 미가입 | 미가입 | 미가입    | 미가입    | 미가입    | 미가입    | 미가입    | 미가입    | 미가입    | 미가입    | 미가입    | 미가입    | 미가입    | 미가입    | 미가입    | 미가입    | 미가입    | 미가입    | 미가입    | 미가입    |           |           |           |           | 활동 휴지 |           |           |           |           |           | ◎         |           |
| 오가와 아야            | 5기         | 미가입   | 미가입   | 미가입 | 미가입 | 미가입 | 미가입 | 미가입 | 미가입 | 미가입 | 미가입   | 미가입 | 미가입 | 미가입 | 미가입    | 미가입    | 미가입    | 미가입    | 미가입    | 미가입    | 미가입    | 미가입    | 미가입    | 미가입    | 미가입    | 미가입    | 미가입    | 미가입    | 미가입    | 미가입    | 미가입    | 미가입    |           |           |           |           |           |           |           | ★         | ◎         | ★         | ◎         |           |
| 오쿠다 이로하          | 5기         | 미가입   | 미가입   | 미가입 | 미가입 | 미가입 | 미가입 | 미가입 | 미가입 | 미가입 | 미가입   | 미가입 | 미가입 | 미가입 | 미가입    | 미가입    | 미가입    | 미가입    | 미가입    | 미가입    | 미가입    | 미가입    | 미가입    | 미가입    | 미가입    | 미가입    | 미가입    | 미가입    | 미가입    | 미가입    | 미가입    | 미가입    |           |           |           |           |           |           |           |           | ◎         | ◎         |           |           |
| 카와사키 사쿠라        | 5기         | 미가입   | 미가입   | 미가입 | 미가입 | 미가입 | 미가입 | 미가입 | 미가입 | 미가입 | 미가입   | 미가입 | 미가입 | 미가입 | 미가입    | 미가입    | 미가입    | 미가입    | 미가입    | 미가입    | 미가입    | 미가입    | 미가입    | 미가입    | 미가입    | 미가입    | 미가입    | 미가입    | 미가입    | 미가입    | 미가입    | 미가입    |           |           |           | ★         | ◎         | ★         | ★         | ◎         | ★         | ★         | ★         |           |
| 스가하라 사츠키        | 5기         | 미가입   | 미가입   | 미가입 | 미가입 | 미가입 | 미가입 | 미가입 | 미가입 | 미가입 | 미가입   | 미가입 | 미가입 | 미가입 | 미가입    | 미가입    | 미가입    | 미가입    | 미가입    | 미가입    | 미가입    | 미가입    | 미가입    | 미가입    | 미가입    | 미가입    | 미가입    | 미가입    | 미가입    | 미가입    | 미가입    | 미가입    |           |           |           | ★         | ◎         | ◎         |           | ◎         |           | ◎         | ◎         |           |
| 토미사토 나오          | 5기         | 미가입   | 미가입   | 미가입 | 미가입 | 미가입 | 미가입 | 미가입 | 미가입 | 미가입 | 미가입   | 미가입 | 미가입 | 미가입 | 미가입    | 미가입    | 미가입    | 미가입    | 미가입    | 미가입    | 미가입    | 미가입    | 미가입    | 미가입    | 미가입    | 미가입    | 미가입    | 미가입    | 미가입    | 미가입    | 미가입    | 미가입    |           |           |           |           |           | ◎         |           | ◎         |           | ◎         | ◎         |           |
| 나카니시 아루노        | 5기         | 미가입   | 미가입   | 미가입 | 미가입 | 미가입 | 미가입 | 미가입 | 미가입 | 미가입 | 미가입   | 미가입 | 미가입 | 미가입 | 미가입    | 미가입    | 미가입    | 미가입    | 미가입    | 미가입    | 미가입    | 미가입    | 미가입    | 미가입    | 미가입    | 미가입    | 미가입    | 미가입    | 미가입    | 미가입    | 미가입    | 미가입    | ★ 센터    |           |           |           |           |           |           | ◎         | ★         | ★ 센터    | ★         |           |
| 아타고 코코네          | 6기         | 미가입   | 미가입   | 미가입 | 미가입 | 미가입 | 미가입 | 미가입 | 미가입 | 미가입 | 미가입   | 미가입 | 미가입 | 미가입 | 미가입    | 미가입    | 미가입    | 미가입    | 미가입    | 미가입    | 미가입    | 미가입    | 미가입    | 미가입    | 미가입    | 미가입    | 미가입    | 미가입    | 미가입    | 미가입    | 미가입    | 미가입    | 미가입    | 미가입    | 미가입    | 미가입    | 미가입    | 미가입    | 미가입    | 미가입    | 미가입    |           |           |           |
| 오오코시 히나노        | 6기         | 미가입   | 미가입   | 미가입 | 미가입 | 미가입 | 미가입 | 미가입 | 미가입 | 미가입 | 미가입   | 미가입 | 미가입 | 미가입 | 미가입    | 미가입    | 미가입    | 미가입    | 미가입    | 미가입    | 미가입    | 미가입    | 미가입    | 미가입    | 미가입    | 미가입    | 미가입    | 미가입    | 미가입    | 미가입    | 미가입    | 미가입    | 미가입    | 미가입    | 미가입    | 미가입    | 미가입    | 미가입    | 미가입    | 미가입    | 미가입    |           |           |           |
| 오즈 레이나            | 6기         | 미가입   | 미가입   | 미가입 | 미가입 | 미가입 | 미가입 | 미가입 | 미가입 | 미가입 | 미가입   | 미가입 | 미가입 | 미가입 | 미가입    | 미가입    | 미가입    | 미가입    | 미가입    | 미가입    | 미가입    | 미가입    | 미가입    | 미가입    | 미가입    | 미가입    | 미가입    | 미가입    | 미가입    | 미가입    | 미가입    | 미가입    | 미가입    | 미가입    | 미가입    | 미가입    | 미가입    | 미가입    | 미가입    | 미가입    | 미가입    |           |           |           |
| 카이베 아카리          | 6기         | 미가입   | 미가입   | 미가입 | 미가입 | 미가입 | 미가입 | 미가입 | 미가입 | 미가입 | 미가입   | 미가입 | 미가입 | 미가입 | 미가입    | 미가입    | 미가입    | 미가입    | 미가입    | 미가입    | 미가입    | 미가입    | 미가입    | 미가입    | 미가입    | 미가입    | 미가입    | 미가입    | 미가입    | 미가입    | 미가입    | 미가입    | 미가입    | 미가입    | 미가입    | 미가입    | 미가입    | 미가입    | 미가입    | 미가입    | 미가입    |           |           |           |
| 카와바타 히나          | 6기         | 미가입   | 미가입   | 미가입 | 미가입 | 미가입 | 미가입 | 미가입 | 미가입 | 미가입 | 미가입   | 미가입 | 미가입 | 미가입 | 미가입    | 미가입    | 미가입    | 미가입    | 미가입    | 미가입    | 미가입    | 미가입    | 미가입    | 미가입    | 미가입    | 미가입    | 미가입    | 미가입    | 미가입    | 미가입    | 미가입    | 미가입    | 미가입    | 미가입    | 미가입    | 미가입    | 미가입    | 미가입    | 미가입    | 미가입    | 미가입    |           |           |           |
| 스즈키 유우나          | 6기         | 미가입   | 미가입   | 미가입 | 미가입 | 미가입 | 미가입 | 미가입 | 미가입 | 미가입 | 미가입   | 미가입 | 미가입 | 미가입 | 미가입    | 미가입    | 미가입    | 미가입    | 미가입    | 미가입    | 미가입    | 미가입    | 미가입    | 미가입    | 미가입    | 미가입    | 미가입    | 미가입    | 미가입    | 미가입    | 미가입    | 미가입    | 미가입    | 미가입    | 미가입    | 미가입    | 미가입    | 미가입    | 미가입    | 미가입    | 미가입    |           |           |           |
| 세토구치 미츠키        | 6기         | 미가입   | 미가입   | 미가입 | 미가입 | 미가입 | 미가입 | 미가입 | 미가입 | 미가입 | 미가입   | 미가입 | 미가입 | 미가입 | 미가입    | 미가입    | 미가입    | 미가입    | 미가입    | 미가입    | 미가입    | 미가입    | 미가입    | 미가입    | 미가입    | 미가입    | 미가입    | 미가입    | 미가입    | 미가입    | 미가입    | 미가입    | 미가입    | 미가입    | 미가입    | 미가입    | 미가입    | 미가입    | 미가입    | 미가입    | 미가입    |           |           |           |
| 나가시마 리오          | 6기         | 미가입   | 미가입   | 미가입 | 미가입 | 미가입 | 미가입 | 미가입 | 미가입 | 미가입 | 미가입   | 미가입 | 미가입 | 미가입 | 미가입    | 미가입    | 미가입    | 미가입    | 미가입    | 미가입    | 미가입    | 미가입    | 미가입    | 미가입    | 미가입    | 미가입    | 미가입    | 미가입    | 미가입    | 미가입    | 미가입    | 미가입    | 미가입    | 미가입    | 미가입    | 미가입    | 미가입    | 미가입    | 미가입    | 미가입    | 미가입    |           |           |           |
| 마스다 미리네          | 6기         | 미가입   | 미가입   | 미가입 | 미가입 | 미가입 | 미가입 | 미가입 | 미가입 | 미가입 | 미가입   | 미가입 | 미가입 | 미가입 | 미가입    | 미가입    | 미가입    | 미가입    | 미가입    | 미가입    | 미가입    | 미가입    | 미가입    | 미가입    | 미가입    | 미가입    | 미가입    | 미가입    | 미가입    | 미가입    | 미가입    | 미가입    | 미가입    | 미가입    | 미가입    | 미가입    | 미가입    | 미가입    | 미가입    | 미가입    | 미가입    |           |           |           |
| 모리하라 우루미        | 6기         | 미가입   | 미가입   | 미가입 | 미가입 | 미가입 | 미가입 | 미가입 | 미가입 | 미가입 | 미가입   | 미가입 | 미가입 | 미가입 | 미가입    | 미가입    | 미가입    | 미가입    | 미가입    | 미가입    | 미가입    | 미가입    | 미가입    | 미가입    | 미가입    | 미가입    | 미가입    | 미가입    | 미가입    | 미가입    | 미가입    | 미가입    | 미가입    | 미가입    | 미가입    | 미가입    | 미가입    | 미가입    | 미가입    | 미가입    | 미가입    |           |           |           |
| 야다 모에카            | 6기         | 미가입   | 미가입   | 미가입 | 미가입 | 미가입 | 미가입 | 미가입 | 미가입 | 미가입 | 미가입   | 미가입 | 미가입 | 미가입 | 미가입    | 미가입    | 미가입    | 미가입    | 미가입    | 미가입    | 미가입    | 미가입    | 미가입    | 미가입    | 미가입    | 미가입    | 미가입    | 미가입    | 미가입    | 미가입    | 미가입    | 미가입    | 미가입    | 미가입    | 미가입    | 미가입    | 미가입    | 미가입    | 미가입    | 미가입    | 미가입    |           |           |           |
| 전 멤버                | 가입기      | 잠정 1   | 잠정 2   | 메이지 | 1st    | 2nd    | 3rd    | 4th    | 5th    | 6th    | 7th      | 8th    | 9th    | 10th   | 11th      | 12th      | 13th      | 14th      | 15th      | 16th      | 17th      | 18th      | 19th      | 20th      | 21st      | 22nd      | 23rd      | 24th      | 25th      | 26th      | 27th      | 28th      | 29th      | 30th      | 31st      | 32nd      | 33rd      | 34th      | 35th      | 36th      | 37th      | 38th      | 39th      |           |
| 야마모토 호노카        | 1기         |          | 사퇴     | 사퇴   | 사퇴   | 사퇴   | 사퇴   | 사퇴   | 사퇴   | 사퇴   | 사퇴     | 사퇴   | 사퇴   | 사퇴   | 사퇴      | 사퇴      | 사퇴      | 사퇴      | 사퇴      | 사퇴      | 사퇴      | 사퇴      | 사퇴      | 사퇴      | 사퇴      | 사퇴      | 사퇴      | 사퇴      | 사퇴      | 사퇴      | 사퇴      | 사퇴      | 사퇴      | 사퇴      | 사퇴      | 사퇴      | 사퇴      | 사퇴      | 사퇴      | 사퇴      | 사퇴      | 사퇴      | 사퇴      |           |
| 요시모토 아야카        | 1기         | ★ 센터   | 사퇴     | 사퇴   | 사퇴   | 사퇴   | 사퇴   | 사퇴   | 사퇴   | 사퇴   | 사퇴     | 사퇴   | 사퇴   | 사퇴   | 사퇴      | 사퇴      | 사퇴      | 사퇴      | 사퇴      | 사퇴      | 사퇴      | 사퇴      | 사퇴      | 사퇴      | 사퇴      | 사퇴      | 사퇴      | 사퇴      | 사퇴      | 사퇴      | 사퇴      | 사퇴      | 사퇴      | 사퇴      | 사퇴      | 사퇴      | 사퇴      | 사퇴      | 사퇴      | 사퇴      | 사퇴      | 사퇴      | 사퇴      |           |
| 이와세 유미코          | 1기         |          | ◎        | ◎      |        | ◎      |        | 졸업   | 졸업   | 졸업   | 졸업     | 졸업   | 졸업   | 졸업   | 졸업      | 졸업      | 졸업      | 졸업      | 졸업      | 졸업      | 졸업      | 졸업      | 졸업      | 졸업      | 졸업      | 졸업      | 졸업      | 졸업      | 졸업      | 졸업      | 졸업      | 졸업      | 졸업      | 졸업      | 졸업      | 졸업      | 졸업      | 졸업      | 졸업      | 졸업      | 졸업      | 졸업      | 졸업      |           |
| 안도 미쿠모            | 1기         |          | ◎        | ◎      |        |        |        |        |        | 졸업   | 졸업     | 졸업   | 졸업   | 졸업   | 졸업      | 졸업      | 졸업      | 졸업      | 졸업      | 졸업      | 졸업      | 졸업      | 졸업      | 졸업      | 졸업      | 졸업      | 졸업      | 졸업      | 졸업      | 졸업      | 졸업      | 졸업      | 졸업      | 졸업      | 졸업      | 졸업      | 졸업      | 졸업      | 졸업      | 졸업      | 졸업      | 졸업      | 졸업      |           |
| 카시와 유키나          | 1기         |          |          |        |        |        |        |        |        |        | 졸업     | 졸업   | 졸업   | 졸업   | 졸업      | 졸업      | 졸업      | 졸업      | 졸업      | 졸업      | 졸업      | 졸업      | 졸업      | 졸업      | 졸업      | 졸업      | 졸업      | 졸업      | 졸업      | 졸업      | 졸업      | 졸업      | 졸업      | 졸업      | 졸업      | 졸업      | 졸업      | 졸업      | 졸업      | 졸업      | 졸업      | 졸업      | 졸업      |           |
| 미야자와 세이라        | 1기         | ◎        | ◎        | ◎      |        | ◎      |        |        |        |        | 졸업     | 졸업   | 졸업   | 졸업   | 졸업      | 졸업      | 졸업      | 졸업      | 졸업      | 졸업      | 졸업      | 졸업      | 졸업      | 졸업      | 졸업      | 졸업      | 졸업      | 졸업      | 졸업      | 졸업      | 졸업      | 졸업      | 졸업      | 졸업      | 졸업      | 졸업      | 졸업      | 졸업      | 졸업      | 졸업      | 졸업      | 졸업      | 졸업      |           |
| 니시카와 나나미        | 2기         | 미가입   | 미가입   | 미가입 | 미가입 | 미가입 | 미가입 | 미가입 | 미가입 | 미가입 |          | 사퇴   | 사퇴   | 사퇴   | 사퇴      | 사퇴      | 사퇴      | 사퇴      | 사퇴      | 사퇴      | 사퇴      | 사퇴      | 사퇴      | 사퇴      | 사퇴      | 사퇴      | 사퇴      | 사퇴      | 사퇴      | 사퇴      | 사퇴      | 사퇴      | 사퇴      | 사퇴      | 사퇴      | 사퇴      | 사퇴      | 사퇴      | 사퇴      | 사퇴      | 사퇴      | 사퇴      | 사퇴      |           |
| 이치키 레나            | 1기         | ◎        | ★        | ★      | ◎      | ◎      | ◎      | ◎      |        |        |          |        | 졸업   | 졸업   | 졸업      | 졸업      | 졸업      | 졸업      | 졸업      | 졸업      | 졸업      | 졸업      | 졸업      | 졸업      | 졸업      | 졸업      | 졸업      | 졸업      | 졸업      | 졸업      | 졸업      | 졸업      | 졸업      | 졸업      | 졸업      | 졸업      | 졸업      | 졸업      | 졸업      | 졸업      | 졸업      | 졸업      | 졸업      |           |
| 야다 리사코            | 2기         | 미가입   | 미가입   | 미가입 | 미가입 | 미가입 | 미가입 | 미가입 | 미가입 | 미가입 |          |        |        | 사퇴   | 사퇴      | 사퇴      | 사퇴      | 사퇴      | 사퇴      | 사퇴      | 사퇴      | 사퇴      | 사퇴      | 사퇴      | 사퇴      | 사퇴      | 사퇴      | 사퇴      | 사퇴      | 사퇴      | 사퇴      | 사퇴      | 사퇴      | 사퇴      | 사퇴      | 사퇴      | 사퇴      | 사퇴      | 사퇴      | 사퇴      | 사퇴      | 사퇴      | 사퇴      |           |
| 요네토쿠 쿄카          | 2기         | 미가입   | 미가입   | 미가입 | 미가입 | 미가입 | 미가입 | 미가입 | 미가입 | 미가입 |          |        |        | 사퇴   | 사퇴      | 사퇴      | 사퇴      | 사퇴      | 사퇴      | 사퇴      | 사퇴      | 사퇴      | 사퇴      | 사퇴      | 사퇴      | 사퇴      | 사퇴      | 사퇴      | 사퇴      | 사퇴      | 사퇴      | 사퇴      | 사퇴      | 사퇴      | 사퇴      | 사퇴      | 사퇴      | 사퇴      | 사퇴      | 사퇴      | 사퇴      | 사퇴      | 사퇴      |           |
| 이토 네네              | 1기         |          |          |        |        |        |        |        | ◎      |        |          |        |        | 졸업   | 졸업      | 졸업      | 졸업      | 졸업      | 졸업      | 졸업      | 졸업      | 졸업      | 졸업      | 졸업      | 졸업      | 졸업      | 졸업      | 졸업      | 졸업      | 졸업      | 졸업      | 졸업      | 졸업      | 졸업      | 졸업      | 졸업      | 졸업      | 졸업      | 졸업      | 졸업      | 졸업      | 졸업      | 졸업      |           |
| 야마토 리나            | 1기         | ◎        | ◎        | ◎      |        |        |        |        |        |        |          |        | ◎      |        | 계약 종료 | 계약 종료 | 계약 종료 | 계약 종료 | 계약 종료 | 계약 종료 | 계약 종료 | 계약 종료 | 계약 종료 | 계약 종료 | 계약 종료 | 계약 종료 | 계약 종료 | 계약 종료 | 계약 종료 | 계약 종료 | 계약 종료 | 계약 종료 | 계약 종료 | 계약 종료 | 계약 종료 | 계약 종료 | 계약 종료 | 계약 종료 | 계약 종료 | 계약 종료 | 계약 종료 | 계약 종료 | 계약 종료 |           |
| 하타나카 세이라        | 1기         | ◎        |          |        |        | ◎      |        |        |        |        |          |        |        |        | 사퇴      | 사퇴      | 사퇴      | 사퇴      | 사퇴      | 사퇴      | 사퇴      | 사퇴      | 사퇴      | 사퇴      | 사퇴      | 사퇴      | 사퇴      | 사퇴      | 사퇴      | 사퇴      | 사퇴      | 사퇴      | 사퇴      | 사퇴      | 사퇴      | 사퇴      | 사퇴      | 사퇴      | 사퇴      | 사퇴      | 사퇴      | 사퇴      | 사퇴      |           |
| 마츠이 레나            | 교환 유학생 | 미가입   | 미가입   | 미가입 | 미가입 | 미가입 | 미가입 | 미가입 | 미가입 | 미가입 | 미가입   | 미가입 | ★      | ★      | ★         | 겸임 해제 | 겸임 해제 | 겸임 해제 | 겸임 해제 | 겸임 해제 | 겸임 해제 | 겸임 해제 | 겸임 해제 | 겸임 해제 | 겸임 해제 | 겸임 해제 | 겸임 해제 | 겸임 해제 | 겸임 해제 | 겸임 해제 | 겸임 해제 | 겸임 해제 | 겸임 해제 | 겸임 해제 | 겸임 해제 | 겸임 해제 | 겸임 해제 | 겸임 해제 | 겸임 해제 | 겸임 해제 | 겸임 해제 | 겸임 해제 | 겸임 해제 | 겸임 해제 |
| 나가시마 세이라        | 1기         |          |          |        |        |        |        |        | ◎      |        |          |        |        |        |           |           |           | 졸업      | 졸업      | 졸업      | 졸업      | 졸업      | 졸업      | 졸업      | 졸업      | 졸업      | 졸업      | 졸업      | 졸업      | 졸업      | 졸업      | 졸업      | 졸업      | 졸업      | 졸업      | 졸업      | 졸업      | 졸업      | 졸업      | 졸업      | 졸업      | 졸업      | 졸업      |           |
| 후카가와 마이          | 1기         |          | ◎        | ◎      |        |        | ◎      | ◎      | ◎      | ◎      | ◎        | ◎      | ★      | ★      | ★         | ★         | ★         | ★ 센터    | 졸업      | 졸업      | 졸업      | 졸업      | 졸업      | 졸업      | 졸업      | 졸업      | 졸업      | 졸업      | 졸업      | 졸업      | 졸업      | 졸업      | 졸업      | 졸업      | 졸업      | 졸업      | 졸업      | 졸업      | 졸업      | 졸업      | 졸업      | 졸업      | 졸업      |           |
| 하시모토 나나미        | 1기         | ◎        |          |        | ★      | ★      | ★      | ★      | ★      | ★      | ★        | ★      | ★      | ★      | ★         | ★         | ★         | ★         | ★         | ★ 센터    | 졸업      | 졸업      | 졸업      | 졸업      | 졸업      | 졸업      | 졸업      | 졸업      | 졸업      | 졸업      | 졸업      | 졸업      | 졸업      | 졸업      | 졸업      | 졸업      | 졸업      | 졸업      | 졸업      | 졸업      | 졸업      | 졸업      | 졸업      |           |
| 나카모토 히메카        | 1기         |          |          |        |        |        |        |        |        |        | ◎        |        |        |        |           |           |           |           | ◎         | ◎         | 휴지      |           | 불참가    | 졸업      | 졸업      | 졸업      | 졸업      | 졸업      | 졸업      | 졸업      | 졸업      | 졸업      | 졸업      | 졸업      | 졸업      | 졸업      | 졸업      | 졸업      | 졸업      | 졸업      | 졸업      | 졸업      | 졸업      |           |
| 이토 마리카            | 1기         |          |          |        |        |        | ◎      |        |        | ◎      | ◎        |        |        |        | ◎         | ◎         | ◎         | ◎         |           | ◎         | ◎         | ◎         | ◎         | 졸업      | 졸업      | 졸업      | 졸업      | 졸업      | 졸업      | 졸업      | 졸업      | 졸업      | 졸업      | 졸업      | 졸업      | 졸업      | 졸업      | 졸업      | 졸업      | 졸업      | 졸업      | 졸업      | 졸업      |           |
| 카와무라 마히로        | 1기         |          |          |        | ◎      |        |        |        |        |        |          | ◎      |        |        |           |           |           |           |           |           |           |           |           | 졸업      | 졸업      | 졸업      | 졸업      | 졸업      | 졸업      | 졸업      | 졸업      | 졸업      | 졸업      | 졸업      | 졸업      | 졸업      | 졸업      | 졸업      | 졸업      | 졸업      | 졸업      | 졸업      | 졸업      |           |
| 이코마 리나            | 1기         | ◎        | ★        | ★ 센터 | ★ 센터 | ★ 센터 | ★ 센터 | ★ 센터 | ★ 센터 | ★      | ★        | ★      | ★      | ★      | ★         | ★ 센터    | ◎         | ◎         | ◎         | ◎         | ★         | ◎         | ★         | ★         | 졸업      | 졸업      | 졸업      | 졸업      | 졸업      | 졸업      | 졸업      | 졸업      | 졸업      | 졸업      | 졸업      | 졸업      | 졸업      | 졸업      | 졸업      | 졸업      | 졸업      | 졸업      | 졸업      |           |
| 사이토 치하루          | 1기         |          |          |        |        |        |        |        |        |        |          |        |        | ◎      |           |           |           |           |           |           |           |           |           |           | 졸업      | 졸업      | 졸업      | 졸업      | 졸업      | 졸업      | 졸업      | 졸업      | 졸업      | 졸업      | 졸업      | 졸업      | 졸업      | 졸업      | 졸업      | 졸업      | 졸업      | 졸업      | 졸업      |           |
| 사가라 이오리          | 2기         | 미가입   | 미가입   | 미가입 | 미가입 | 미가입 | 미가입 | 미가입 | 미가입 | 미가입 | 휴지     | 휴지   | 휴지   |        | ◎         |           |           |           |           |           |           |           |           |           | 졸업      | 졸업      | 졸업      | 졸업      | 졸업      | 졸업      | 졸업      | 졸업      | 졸업      | 졸업      | 졸업      | 졸업      | 졸업      | 졸업      | 졸업      | 졸업      | 졸업      | 졸업      | 졸업      |           |
| 와카츠키 유미          | 1기         |          | ◎        |        |        |        | ◎      | ◎      | ◎      | ◎      | ★        | ◎      | ★      | ◎      | ★         | ★         | ◎         | ◎         | ◎         | ★         | ★         | ◎         | ★         | ◎         | ◎         | ★         | 졸업      | 졸업      | 졸업      | 졸업      | 졸업      | 졸업      | 졸업      | 졸업      | 졸업      | 졸업      | 졸업      | 졸업      | 졸업      | 졸업      | 졸업      | 졸업      | 졸업      |           |
| 노죠 아미              | 1기         |          |          |        | ◎      |        |        | ◎      |        |        |          |        |        |        |           |           |           |           |           |           |           |           |           |           |           | 불참가    | 졸업      | 졸업      | 졸업      | 졸업      | 졸업      | 졸업      | 졸업      | 졸업      | 졸업      | 졸업      | 졸업      | 졸업      | 졸업      | 졸업      | 졸업      | 졸업      | 졸업      |           |
| 카와고 히나            | 1기         |          |          |        |        |        |        |        |        |        | ◎        |        |        |        |           |           |           |           |           |           |           |           |           |           |           |           | 졸업      | 졸업      | 졸업      | 졸업      | 졸업      | 졸업      | 졸업      | 졸업      | 졸업      | 졸업      | 졸업      | 졸업      | 졸업      | 졸업      | 졸업      | 졸업      | 졸업      |           |
| 니시노 나나세          | 1기         |          |          |        | ◎      | ◎      | ★      | ◎      | ◎      | ★      | ★        | ★ 센터 | ★ 센터 | ★      | ★ 센터    | ★         | ★ 센터    | ★         | ★         | ★         | ★ 센터    | ★         | ★ 센터    | ★         | ★         | ★ 센터    | 졸업      | 졸업      | 졸업      | 졸업      | 졸업      | 졸업      | 졸업      | 졸업      | 졸업      | 졸업      | 졸업      | 졸업      | 졸업      | 졸업      | 졸업      | 졸업      | 졸업      |           |
| 에토 미사              | 1기         |          |          | ◎      |        |        |        |        |        |        | ◎        |        | ◎      | ◎      | ◎         | ◎         | ★         | ★         | ★         | ★         | ★         | ★         | ◎         | ★         | ★         | ★         | 졸업      | 졸업      | 졸업      | 졸업      | 졸업      | 졸업      | 졸업      | 졸업      | 졸업      | 졸업      | 졸업      | 졸업      | 졸업      | 졸업      | 졸업      | 졸업      | 졸업      |           |
| 이토 카린              | 2기         | 미가입   | 미가입   | 미가입 | 미가입 | 미가입 | 미가입 | 미가입 | 미가입 | 미가입 |          |        |        |        |           |           |           |           |           |           |           |           |           |           |           |           | 불참가    | 졸업      | 졸업      | 졸업      | 졸업      | 졸업      | 졸업      | 졸업      | 졸업      | 졸업      | 졸업      | 졸업      | 졸업      | 졸업      | 졸업      | 졸업      | 졸업      |           |
| 사이토 유리            | 1기         |          |          | ◎      | ◎      | ◎      | ◎      |        |        | ◎      |          |        | ◎      |        |           | ◎         |           |           |           |           | ◎         |           | ★         |           | ◎         | ◎         | 불참가    | 졸업      | 졸업      | 졸업      | 졸업      | 졸업      | 졸업      | 졸업      | 졸업      | 졸업      | 졸업      | 졸업      | 졸업      | 졸업      | 졸업      | 졸업      | 졸업      |           |
| 사쿠라이 레이카        | 1기         | ◎        | ★        | ★      | ◎      | ★      | ◎      | ★      | ★      | ★      | ★        | ◎      | ★      | ★      | ★         | ★         | ◎         | ◎         | ★         | ◎         | ★         | ◎         | ◎         | ★         | ★         | ★         | ★         | ★         | 졸업      | 졸업      | 졸업      | 졸업      | 졸업      | 졸업      | 졸업      | 졸업      | 졸업      | 졸업      | 졸업      | 졸업      | 졸업      | 졸업      | 졸업      |           |
| 사사키 코토코          | 2기         | 미가입   | 미가입   | 미가입 | 미가입 | 미가입 | 미가입 | 미가입 | 미가입 | 미가입 |          |        |        |        |           |           |           |           |           |           |           |           |           |           |           |           |           |           |           | 졸업      | 졸업      | 졸업      | 졸업      | 졸업      | 졸업      | 졸업      | 졸업      | 졸업      | 졸업      | 졸업      | 졸업      | 졸업      | 졸업      |           |
| 이노우에 사유리        | 1기         |          |          |        | ◎      | ◎      | ◎      | ◎      | ◎      | ◎      |          |        | ◎      |        |           | ◎         | ◎         | ◎         |           | ◎         | ◎         | ◎         | ★         | ◎         | ◎         | ◎         | ◎         | 활동 휴지 | ★         | 졸업      | 졸업      | 졸업      | 졸업      | 졸업      | 졸업      | 졸업      | 졸업      | 졸업      | 졸업      | 졸업      | 졸업      | 졸업      | 졸업      |           |
| 나카다 카나            | 1기         | ◎        | ★        | ★      | ◎      | ★      | ◎      |        | ◎      | ◎      |          |        |        |        |           |           |           |           |           |           | ◎         |           | ◎         |           |           |           |           |           | ★         | 졸업      | 졸업      | 졸업      | 졸업      | 졸업      | 졸업      | 졸업      | 졸업      | 졸업      | 졸업      | 졸업      | 졸업      | 졸업      | 졸업      |           |
| 시라이시 마이          | 1기         | ◎        | ★        | ★      | ★      | ★      | ★      | ★      | ★      | ★ 센터 | ★        | ★      | ★      | ★      | ★         | ★         | ★ 센터    | ★         | ★         | ★         | ★ 센터    | ★         | ★         | ★ 센터    | ★         | ★         | ★         | ★         | ★ 센터    | 졸업      | 졸업      | 졸업      | 졸업      | 졸업      | 졸업      | 졸업      | 졸업      | 졸업      | 졸업      | 졸업      | 졸업      | 졸업      | 졸업      |           |
| 호리 미오나            | 2기         | 미가입   | 미가입   | 미가입 | 미가입 | 미가입 | 미가입 | 미가입 | 미가입 | 미가입 | ★ 센터   | ★      | ◎      | ◎      | ◎         |           |           | ◎         | ◎         | ★         | ★         | ★         | ★         | ★         | ★         | ★         | ★         | ★         | ◎         | ★         | 졸업      | 졸업      | 졸업      | 졸업      | 졸업      | 졸업      | 졸업      | 졸업      | 졸업      | 졸업      | 졸업      | 졸업      | 졸업      |           |
| 마츠무라 사유리        | 1기         | ◎        |          |        | ★      | ★      | ★      | ★      | ★      | ★      | ★        | ◎      | ★      | ★      | ◎         | ◎         | ◎         | ◎         | ★         | ★         | ★         | ★         | ★         | ★         | ★         | ★         | ★         | ★         | ★         | ★         | ★         | 졸업      | 졸업      | 졸업      | 졸업      | 졸업      | 졸업      | 졸업      | 졸업      | 졸업      | 졸업      | 졸업      | 졸업      |           |
| 이토 쥰나              | 2기         | 미가입   | 미가입   | 미가입 | 미가입 | 미가입 | 미가입 | 미가입 | 미가입 | 미가입 |          |        |        |        |           |           |           |           |           |           |           |           |           |           |           |           |           |           |           |           |           | 졸업      | 졸업      | 졸업      | 졸업      | 졸업      | 졸업      | 졸업      | 졸업      | 졸업      | 졸업      | 졸업      | 졸업      |           |
| 와타나베 미리아        | 2기         | 미가입   | 미가입   | 미가입 | 미가입 | 미가입 | 미가입 | 미가입 | 미가입 | 미가입 |          |        |        |        |           |           |           |           |           |           |           |           |           |           |           |           | ◎         |           |           |           |           | 졸업      | 졸업      | 졸업      | 졸업      | 졸업      | 졸업      | 졸업      | 졸업      | 졸업      | 졸업      | 졸업      | 졸업      |           |
| 오오조노 모모코        | 3기         | 미가입   | 미가입   | 미가입 | 미가입 | 미가입 | 미가입 | 미가입 | 미가입 | 미가입 | 미가입   | 미가입 | 미가입 | 미가입 | 미가입    | 미가입    | 미가입    | 미가입    | 미가입    |           |           | ★ 센터    |           | ★         | ★         | ◎         | ★         | 활동 휴지 | ◎         | ★         | ◎         | 졸업      | 졸업      | 졸업      | 졸업      | 졸업      | 졸업      | 졸업      | 졸업      | 졸업      | 졸업      | 졸업      | 졸업      |           |
| 타카야마 카즈미        | 1기         | ◎        | ★        | ★      | ★      | ★      | ◎      | ◎      | ◎      | ★      | ◎        | ◎      | ◎      | ◎      | ◎         | ★         | ★         | ★         | ★         | ★         | ★         | ★         | ◎         | ◎         | ◎         | ◎         | ★         | ◎         | ★         | ◎         | ★         | ★         | 졸업      | 졸업      | 졸업      | 졸업      | 졸업      | 졸업      | 졸업      | 졸업      | 졸업      | 졸업      | 졸업      |           |
| 테라다 란제            | 2기         | 미가입   | 미가입   | 미가입 | 미가입 | 미가입 | 미가입 | 미가입 | 미가입 | 미가입 |          |        |        |        |           |           |           |           |           |           | ◎         |           |           | ◎         |           |           |           |           |           |           |           |           | 졸업      | 졸업      | 졸업      | 졸업      | 졸업      | 졸업      | 졸업      | 졸업      | 졸업      | 졸업      | 졸업      |           |
| 이쿠타 에리카          | 1기         | ◎        | ★        | ★      | ★      | ◎      | ★      | ★      | ★      | ★      | ★        | ◎      | 휴지   | ★ 센터 | ★         | ★         | ★         | ★         | ★         | ★         | ★         | ★         | ★         | ★         | ★         | ★         | ★         | ★         | ★         | ★         | ★         | ★         | 졸업      | 졸업      | 졸업      | 졸업      | 졸업      | 졸업      | 졸업      | 졸업      | 졸업      | 졸업      | 졸업      |           |
| 신우치 마이            | 2기         | 미가입   | 미가입   | 미가입 | 미가입 | 미가입 | 미가입 | 미가입 | 미가입 | 미가입 |          |        |        |        |           | ◎         |           |           |           | ◎         | ◎         | ◎         | ◎         | ◎         | ◎         | ◎         | ◎         | ◎         | ◎         | ◎         | ◎         | ◎         | 졸업      | 졸업      | 졸업      | 졸업      | 졸업      | 졸업      | 졸업      | 졸업      | 졸업      | 졸업      | 졸업      |           |
| 호시노 미나미          | 1기         | ◎        | ◎        | ◎      | ★      | ◎      | ★      | ★      | ★      | ◎      |          |        | ◎      | ◎      | ◎         | ◎         | ★         | ★         | ◎         | ◎         | ◎         | ★         | ◎         | ◎         | ◎         | ★         | ★         | ◎         | ★         | ◎         | ★         | ★         | 졸업      | 졸업      | 졸업      | 졸업      | 졸업      | 졸업      | 졸업      | 졸업      | 졸업      | 졸업      | 졸업      |           |
| 키타노 히나코          | 2기         | 미가입   | 미가입   | 미가입 | 미가입 | 미가입 | 미가입 | 미가입 | 미가입 | 미가입 |          | ◎      |        |        |           |           |           |           | ◎         | ◎         | ◎         |           | ◎         | 휴지      |           |           | ★         | ◎         | ◎         |           |           | ◎         | 불참가    | 졸업      | 졸업      | 졸업      | 졸업      | 졸업      | 졸업      | 졸업      | 졸업      | 졸업      | 졸업      |           |
| 야마자키 레나          | 2기         | 미가입   | 미가입   | 미가입 | 미가입 | 미가입 | 미가입 | 미가입 | 미가입 | 미가입 |          |        |        |        |           | 휴지      |           |           |           |           |           |           |           |           |           |           |           |           |           |           |           |           |           |           | 졸업      | 졸업      | 졸업      | 졸업      | 졸업      | 졸업      | 졸업      | 졸업      | 졸업      |           |
| 히구치 히나            | 1기         |          |          |        |        |        |        |        |        |        |          | ◎      |        |        |           |           |           |           |           |           |           |           |           | ◎         |           |           |           |           | ★         |           | ◎         | ◎         | ◎         | ◎         | 졸업      | 졸업      | 졸업      | 졸업      | 졸업      | 졸업      | 졸업      | 졸업      | 졸업      |           |
| 와다 마야              | 1기         | ◎        |          |        |        |        |        |        |        |        |          | ◎      |        |        |           |           |           |           |           |           |           |           |           |           |           |           |           |           | ★         |           |           |           |           |           |           | 졸업      | 졸업      | 졸업      | 졸업      | 졸업      | 졸업      | 졸업      | 졸업      |           |
| 사이토 아스카          | 1기         |          | ◎        | ◎      | ◎      |        |        | ◎      |        |        | ◎        |        |        |        | ◎         | ◎         | ★         | ★         | ★ 센터    | ★         | ★         | ★         | ★ 센터    | ★         | ★ 센터    | ★         | ★ 센터    | ★         | ★         | ★         | ★         | ★         | ★         | ★         | ★ 센터    | 졸업      | 졸업      | 졸업      | 졸업      | 졸업      | 졸업      | 졸업      | 졸업      |           |
| 아키모토 마나츠        | 1기         | ◎        | 휴지     | 휴지   | 휴지   | 휴지   | 휴지   | ★      | ★      | ◎      | ◎        | ◎      | ★      | ★      | ★         | ★         | ★         | ★         | ★         | ★         | ★         | ★         | ★         | ★         | ★         | ★         | ★         | ◎         | ★         | ★         | ★         | ★         | ★         | ★         | ★         | 불참가    | 졸업      | 졸업      | 졸업      | 졸업      | 졸업      | 졸업      | 졸업      |           |
| 스즈키 아야네          | 2기         | 미가입   | 미가입   | 미가입 | 미가입 | 미가입 | 미가입 | 미가입 | 미가입 | 미가입 |          |        |        |        |           |           |           |           |           |           |           |           |           |           | ◎         |           | ◎         |           |           |           |           | ◎         | ◎         | ◎         | ★         | 불참가    | 졸업      | 졸업      | 졸업      | 졸업      | 졸업      | 졸업      | 졸업      |           |
| 키타가와 유리          | 4기         | 미가입   | 미가입   | 미가입 | 미가입 | 미가입 | 미가입 | 미가입 | 미가입 | 미가입 | 미가입   | 미가입 | 미가입 | 미가입 | 미가입    | 미가입    | 미가입    | 미가입    | 미가입    | 미가입    | 미가입    | 미가입    | 미가입    | 미가입    | 미가입    | 미가입    |           |           |           |           |           |           |           |           |           |           | 졸업      | 졸업      | 졸업      | 졸업      | 졸업      | 졸업      | 졸업      |           |
| 하야카와 세이라        | 4기         | 미가입   | 미가입   | 미가입 | 미가입 | 미가입 | 미가입 | 미가입 | 미가입 | 미가입 | 미가입   | 미가입 | 미가입 | 미가입 | 미가입    | 미가입    | 미가입    | 미가입    | 미가입    | 미가입    | 미가입    | 미가입    | 미가입    | 미가입    | 미가입    | 미가입    |           |           |           |           | ◎         | ◎         | ◎         | 휴지      | ◎         | ◎         | 불참가    | 졸업      | 졸업      | 졸업      | 졸업      | 졸업      | 졸업      |           |
| 야마시타 미즈키        | 3기         | 미가입   | 미가입   | 미가입 | 미가입 | 미가입 | 미가입 | 미가입 | 미가입 | 미가입 | 미가입   | 미가입 | 미가입 | 미가입 | 미가입    | 미가입    | 미가입    | 미가입    | 미가입    |           |           |           |           | ★         | ★         | ★         | 불참가    | ★         | ◎         | ★ 센터    | ★         | ★         | ★         | ★         | ★         | ★ 센터    | ★         | ★         | ★ 센터    | 졸업      | 졸업      | 졸업      | 졸업      |           |
| 사카구치 타마미        | 3기         | 미가입   | 미가입   | 미가입 | 미가입 | 미가입 | 미가입 | 미가입 | 미가입 | 미가입 | 미가입   | 미가입 | 미가입 | 미가입 | 미가입    | 미가입    | 미가입    | 미가입    | 미가입    |           |           |           |           |           |           |           | ◎         |           |           |           |           |           |           |           | ◎         |           |           |           | ◎         | 졸업      | 졸업      | 졸업      | 졸업      |           |
| 세이미야 레이          | 4기         | 미가입   | 미가입   | 미가입 | 미가입 | 미가입 | 미가입 | 미가입 | 미가입 | 미가입 | 미가입   | 미가입 | 미가입 | 미가입 | 미가입    | 미가입    | 미가입    | 미가입    | 미가입    | 미가입    | 미가입    | 미가입    | 미가입    | 미가입    | 미가입    | 미가입    |           |           |           | ◎         | ◎         | ◎         | ◎         | ◎         | 불참가    |           |           |           |           | 졸업      | 졸업      | 졸업      | 졸업      |           |
| 카케하시 사야카        | 4기         | 미가입   | 미가입   | 미가입 | 미가입 | 미가입 | 미가입 | 미가입 | 미가입 | 미가입 | 미가입   | 미가입 | 미가입 | 미가입 | 미가입    | 미가입    | 미가입    | 미가입    | 미가입    | 미가입    | 미가입    | 미가입    | 미가입    | 미가입    | 미가입    | 미가입    |           |           |           |           |           | ◎         | ◎         | ◎         | 활동 휴지 | 활동 휴지 | 활동 휴지 | 활동 휴지 | 활동 휴지 | 활동 휴지 | 졸업      | 졸업      | 졸업      |           |
| 무카이 하즈키          | 3기         | 미가입   | 미가입   | 미가입 | 미가입 | 미가입 | 미가입 | 미가입 | 미가입 | 미가입 | 미가입   | 미가입 | 미가입 | 미가입 | 미가입    | 미가입    | 미가입    | 미가입    | 미가입    |           |           |           |           |           |           |           |           |           |           |           |           |           |           |           |           |           |           | ◎         | ◎         |           | 불참가    | 졸업      | 졸업      |           |
| 요다 유키              | 3기         | 미가입   | 미가입   | 미가입 | 미가입 | 미가입 | 미가입 | 미가입 | 미가입 | 미가입 | 미가입   | 미가입 | 미가입 | 미가입 | 미가입    | 미가입    | 미가입    | 미가입    | 미가입    |           |           | ★ 센터    |           | ★         | ★         | ★         | ★         | ★         | ◎         | ★         | ★         | ★         | ★         | ★         | ★         | ★         | ★         | ★         | ★         | ★         | ★         | 졸업      | 졸업      |           |
| 사토 카에데            | 3기         | 미가입   | 미가입   | 미가입 | 미가입 | 미가입 | 미가입 | 미가입 | 미가입 | 미가입 | 미가입   | 미가입 | 미가입 | 미가입 | 미가입    | 미가입    | 미가입    | 미가입    | 미가입    |           |           |           |           |           |           | ◎         | ◎         |           |           |           |           |           |           | ◎         |           |           |           |           | ◎         |           |           |           | 졸업      |           |
| 나카무라 레노          | 3기         | 미가입   | 미가입   | 미가입 | 미가입 | 미가입 | 미가입 | 미가입 | 미가입 | 미가입 | 미가입   | 미가입 | 미가입 | 미가입 | 미가입    | 미가입    | 미가입    | 미가입    | 미가입    |           |           |           |           |           |           |           |           |           |           |           |           |           |           |           |           |           | ◎         |           | ◎         |           |           | 불참가    | 졸업      |           |

## 작품

### 싱글
|              | 발매일           | 타이틀                                                         | 최고 순위    | 오리콘 판매량 | 빌보드 재팬 판매                | 판매 형태                                               | 상품 코드                                                      | 형태                                             |
| Sony Records | Sony Records     | Sony Records                                                   | Sony Records | Sony Records  | Sony Records                    | Sony Records                                            | Sony Records                                                   | Sony Records                                     |
| ------------ | ---------------- | -------------------------------------------------------------- | ------------ | ------------- | ------------------------------- | ------------------------------------------------------- | -------------------------------------------------------------- | ------------------------------------------------ |
| 1            | 2012년 2월 22일  | ぐるぐるカーテン 빙글빙글 커튼                                 | 2위          | 214,373       |                                 | CD+DVD CD+DVD CD 개발 악수회 참가권 부                  | SRCL-7900/1 SRCL-7902/3 SRCL-7904/5 SRCL-7906                  | Type-A Type-B Type-C 통상반 캬라아니 찬스 한정반 |
| N46Div.      |                  |                                                                |              |               |                                 |                                                         |                                                                |                                                  |
| 2            | 2012년 5월 2일   | おいでシャンプー 이리 와 샴푸                                  | 1위          | 225,383       |                                 | CD+DVD CD 개별 악수회 참가권 부                         | SRCL-7966/7 SRCL-7968/9 SRCL-7970/1 SRCL-7972                  | Type-A Type-B Type-C 통상반 캬라아니 찬스 한정반 |
| 3            | 2012년 8월 22일  | 走れ!Bicycle 달려라! Bicycle                                   | 1위          | 245,069       | CD+DVD CD 개별 악수회 참가권 부 | SRCL-8058/9 SRCL-8060/1 SRCL-8062/3 SRCL-8064           | Type-A Type-B Type-C 통상반 캬라아니 찬스 한정반               |                                                  |
| 4            | 2012년 12월 19일 | 制服のマネキン 제복의 마네킹                                   | 1위          | 313,532       | CD+DVD CD                       | SRCL-8201/2 SRCL-8203/4 SRCL-8205/6 SRCL-8207 SRCL-8208 | Type-A Type-B Type-C 통상반 애니반                             |                                                  |
| 5            | 2013년 3월 13일  | 君の名は希望 너의 이름은 희망                                  | 1위          | 319,601       | CD+DVD CD                       | SRCL-8253/4 SRCL-8255/6 SRCL-8257/8 SRCL-8259           | Type-A Type-B Type-C 통상반                                    |                                                  |
| 6            | 2013년 7월 3일   | ガールズルール 걸즈 룰                                         | 1위          | 459,658       | CD+DVD CD                       | SRCL-8315/6 SRCL-8317/8 SRCL-8319/20 SRCL-8321          | Type-A Type-B Type-C 통상반                                    |                                                  |
| 7            | 2013년 11월 27일 | バレッタ 바레트                                                | 1위          | 516,654       | CD+DVD CD                       | SRCL-8423/4 SRCL-8425/6 SRCL-8427/8 SRCL-8429 SRCL-8430 | Type-A Type-B Type-C 통상반 애니반                             |                                                  |
| 8            | 2014년 4월 2일   | 気づいたら片想い 깨닫고 보니 짝사랑                            | 1위          | 546,832       | CD+DVD CD                       | SRCL-8520/1 SRCL-8522/3 SRCL-8524/5 SRCL-8526           | Type-A Type-B Type-C 통상반                                    |                                                  |
| 9            | 2014년 7월 9일   | 夏のFree&Easy 여름의 Free&Easy                                 | 1위          | 526,564       | CD+DVD CD                       | SRCL-8563/4 SRCL-8565/6 SRCL-8567/8 SRCL-8569           | Type-A Type-B Type-C 통상반                                    |                                                  |
| 10           | 2014년 10월 8일  | 何度目の青空か? 몇 번째 푸른 하늘인가?                         | 1위          | 619,803       | CD+DVD CD                       | SRCL-8621/2 SRCL-8623/4 SRCL-8625/6 SRCL-8627           | Type-A Type-B Type-C 통상반                                    |                                                  |
| 11           | 2015년 3월 18일  | 命は美しい 생명은 아름다워                                     | 1위          | 622,248       | CD+DVD CD                       | SRCL-8780/1 SRCL-8782/3 SRCL-8784/5 SRCL-8786           | Type-A Type-B Type-C 통상반                                    |                                                  |
| 12           | 2015년 7월 22일  | 太陽ノック 태양 노크                                           | 1위          | 680,132       | CD+DVD CD CD+DVD                | SRCL-8840/1 SRCL-8842/3 SRCL-8844/5 SRCL-8846 SRC7-6/7  | Type-A Type-B Type-C 통상반 세븐일레븐 한정반                  |                                                  |
| 13           | 2015년 10월 28일 | 今、話したい誰かがいる 지금, 말하고 싶은 누군가가 있어         | 1위          | 741,243       | CD+DVD CD                       | SRCL-8910/1 SRCL-8912/3 SRCL-8914/5 SRCL-8916 SRCL-8956 | Type-A Type-B Type-C 통상반 애니반                             |                                                  |
| 14           | 2016년 3월 23일  | ハルジオンが咲く頃 봄망초 필 무렵                              | 1위          | 833,733       |                                 | CD+DVD CD                                               | SRCL-9025/6 SRCL-9027/8 SRCL-9029/30 SRCL-9032/3 SRCL-9031     | Type-A Type-B Type-C Type-D 통상반               |
| 15           | 2016년 7월 27일  | 裸足でSummer 맨발로 Summer                                     | 1위          | 864,984       | 885,611                         | CD+DVD CD                                               | SRCL-9138/9 SRCL-9140/1 SRCL-9142/3 SRCL-9144                  | Type-A Type-B Type-C 통상반                      |
| 16           | 2016년 11월 9일  | サヨナラの意味 사요나라의 의미                                 | 1위          | 976,732       | 996,945                         | CD+DVD CD                                               | SRCL-9258/9 SRCL-9260/1 SRCL-9262/3 SRCL-9264/5 SRCL-9266      | Type-A Type-B Type-C Type-D 통상반               |
| 17           | 2017년 3월 22일  | インフルエンサー 인플루언서                                    | 1위          | 1,038,104     |                                 | CD+DVD CD                                               | SRCL-9370/1 SRCL-9372/3 SRCL-9374/5 SRCL-9376/7 SRCL-9378      | Type-A Type-B Type-C Type-D 통상반               |
| 18           | 2017년 8월 9일   | 逃げ水 신기루                                                  | 1위          | 1,062,180     | 1,230,999                       | CD+DVD CD                                               | SRCL-9489/90 SRCL-9491/2 SRCL-9493/4 SRCL-9495/6 SRCL-9497     | Type-A Type-B Type-C Type-D 통상반               |
| 19           | 2017년 10월 11일 | いつかできるから今日できる 언젠가 할 수 있으니 오늘 할 수 있어 | 1위          | 1,101,370     | 1,279,668                       | CD+DVD CD                                               | SRCL-9572/3 SRCL-9574/5 SRCL-9576/7 SRCL-9578/9 SRCL-9580      | Type-A Type-B Type-C Type-D 통상반               |
| 20           | 2018년 4월 25일  | シンクロニシティ 싱크로니시티                                  | 1위          | 1,116,852     | 1,294,081                       | CD+DVD CD                                               | SRCL-9782/3 SRCL-9784/5 SRCL-9786/7 SRCL-9788/9 SRCL-9790      | Type-A Type-B Type-C Type-D 통상반               |
| 21           | 2018년 8월 8일   | ジコチューで行こう! 자기중심으로 가자!                         | 1위          |               |                                 | CD+DVD CD                                               | SRCL-9913/4 SRCL-9915/6 SRCL-9917/8 SRCL-9919/20 SRCL-9921     | Type-A Type-B Type-C Type-D 통상반               |
| 22           | 2018년 11월 14일 | 帰り道は遠回りしたくなる 돌아오는 길은 멀어지고 싶어진다       | 1위          |               |                                 | CD+BD CD+BD CD                                          | SRCL-9974/5 SRCL-9976/7 SRCL-9978/9 SRCL-9980/1 SRCL-9982      | Type-A Type-B Type-C Type-D 통상반               |
| 23           | 2019년 5월 29일  | Sing Out! 싱 아웃!                                             | 1위          |               |                                 | CD+BD CD                                                | SRCL-11186/7 SRCL-11188/9 SRCL-11190/1 SRCL-11192/3 SRCL-11194 | Type-A Type-B Type-C Type-D 통상반               |
| 24           | 2019년 9월 4일   | 夜明けまで強がらなくてもいい 새벽까지 강하지 않아도 돼         | 1위          |               |                                 | CD+BD CD                                                | SRCL-11260/1 SRCL-11262/3 SRCL-11264/5 SRCL-11266/7 SRCL-11268 | Type-A Type-B Type-C Type-D 통상반               |
| 25           | 2020년 3월 25일  | しあわせの保護色 행복의 보호색                                 | 1위          |               |                                 | CD+BD CD                                                | SRCL-11460/1 SRCL-11462/3 SRCL-11464/5 SRCL-11466/7 SRCL-11468 | Type-A Type-B Type-C Type-D 통상반               |
| 26           | 2021년 1월 27일  | 僕は僕を好きになる 나는 나를 좋아하게 된다                     | 1위          |               |                                 | CD+BD CD                                                | SRCL-11680/1 SRCL-11682/3 SRCL-11684/5 SRCL-11686/7 SRCL-11688 | Type-A Type-B Type-C Type-D 통상반               |
| 27           | 2021년 6월 9일   | ごめんねFingers crossed 미안해 Fingers crossed                 | 1위          |               |                                 | CD+BD CD                                                | SRCL-11836/7 SRCL-11838/9 SRCL-11840/1 SRCL-11842/3 SRCL-11844 | Type-A Type-B Type-C Type-D 통상반               |
| 28           | 2021년 9월 22일  | 君に叱られた 너에게 혼났다                                     | 1위          |               |                                 | CD+BD CD                                                | SRCL-11880/1 SRCL-11882/3 SRCL-11884/5 SRCL-11886/7 SRCL-11888 | Type-A Type-B Type-C Type-D 통상반               |
| 29           | 2022년 3월 23일  | Actually... 액츄얼리...                                        | 1위          |               |                                 | CD+BD CD                                                | SRCL-12100/1 SRCL-12102/3 SRCL-12104/5 SRCL-12106/7 SRCL-12108 | Type-A Type-B Type-C Type-D 통상반               |
| 30           | 2022년 8월 31일  | 好きというのはロックだぜ! 좋아한다는 건 록이라구!              | 1위          |               |                                 | CD+BD CD                                                | SRCL-12210/1 SRCL-12212/3 SRCL-12214/5 SRCL-12216/7 SRCL-12218 | Type-A Type-B Type-C Type-D 통상반               |
| 31           | 2022년 12월 7일  | ここにはないもの 이 곳에는 없는 것                             | 1위          |               |                                 | CD+BD CD                                                | SRCL-12330/1 SRCL-12332/3 SRCL-12334/5 SRCL-12336/7 SRCL-12338 | Type-A Type-B Type-C Type-D 통상반               |
| 32           | 2023년 3월 29일  | 人は夢を二度見る 사람은 꿈을 두 번 꾼다                        | 1위          |               |                                 | CD+BD CD                                                | SRCL-12480/1 SRCL-12482/3 SRCL-12484/5 SRCL-12486/7 SRCL-12488 | Type-A Type-B Type-C Type-D 통상반               |
| 33           | 2023년 8월 23일  | おひとりさま天国 솔로 천국                                     | 1위          |               |                                 | CD+BD CD                                                | SRCL-12620/1 SRCL-12622/3 SRCL-12624/5 SRCL-12626/7 SRCL-12628 | Type-A Type-B Type-C Type-D 통상반               |
| 34           | 2023년 12월 6일  | Monopoly 모노폴리                                              | 1위          |               |                                 | CD+BD CD                                                | SRCL-12630/1 SRCL-12632/3 SRCL-12634/5 SRCL-12636/7 SRCL-12638 | Type-A Type-B Type-C Type-D 통상반               |
| 35           | 2024년 4월 10일  | チャンスは平等 찬스는 평등                                     | 1위          |               |                                 | CD+BD CD                                                | SRCL-12850/1 SRCL-12852/3 SRCL-12854/5 SRCL-12856/7 SRCL-12858 | Type-A Type-B Type-C Type-D 통상반               |
| 36           | 2024년 8월 21일  | チートデイ 치트 데이                                           | 1위          |               |                                 | CD+BD CD                                                | SRCL-12950/1 SRCL-12952/3 SRCL-12954/5 SRCL-12956/7 SRCL-12958 | Type-A Type-B Type-C Type-D 통상반               |
| 37           | 2024년 12월 11일 | 歩道橋 보도교                                                  | 1위          |               |                                 | CD+BD CD                                                | SRCL-13070/1 SRCL-13072/3 SRCL-13074/5 SRCL-13076/7 SRCL-13078 | Type-A Type-B Type-C Type-D 통상반               |
| 38           | 2025년 3월 26일  | ネーブルオレンジ 네이블 오렌지                                 | 1위          |               |                                 | CD+BD CD                                                | SRCL-13220/1 SRCL-13222/3 SRCL-13224/5 SRCL-13226/7 SRCL-13228 | Type-A Type-B Type-C Type-D 통상반               |
| 39           | 2025년 7월 30일  | Same numbers 세임 넘버즈                                       | 1위          |               |                                 | CD+BD CD                                                | SRCL-13370/1 SRCL-13372/3 SRCL-13374/5 SRCL-13376/7 SRCL-13378 | Type-A Type-B Type-C Type-D 통상반               |

#### 전달 한정
|         | 발매일          | 타이틀                                                                             | 비고          |
| N46Div. | N46Div.         | N46Div.                                                                            | N46Div.       |
| ------- | --------------- | ---------------------------------------------------------------------------------- | ------------- |
| 1       | 2014년 4월 14일 | 気づいたら片想い 〜with 松井玲奈 ver.〜 깨닫고 보니 짝사랑 ~with 마츠이 레나 ver.~ | 레코쵸쿠 전달 |
| 2       | 2020년 6월 17일 | 世界中の隣人よ 온 세계의 이웃이여                                                  |               |
| 3       | 2020년 7월 24일 | Route 246 루트 투포식스                                                            |               |
| 4       | 2021년 11월 5일 | 最後のTight Hug 최후의 타이트 허그                                                 |               |
| 5       | 2023년 2월 17일 | 僕たちのサヨナラ 우리들의 작별인사                                                 |               |
| 6       | 2025년 2월 3일  | 懐かしさの先 그리움의 끝                                                           |               |
| 7       | 2025년 2월 23일 | 100日目 100일째                                                                    |               |

### 앨범

#### 오리지널 앨범
|         | 발매일          | 타이틀                                       | 최고 순위 | 오리콘 판매량 | 판매 형태      | 상품 코드                                                 | 형태                                |         |
| N46Div. | N46Div.         | N46Div.                                      | N46Div.   | N46Div.       | N46Div.        | N46Div.                                                   | N46Div.                             | N46Div. |
| ------- | --------------- | -------------------------------------------- | --------- | ------------- | -------------- | --------------------------------------------------------- | ----------------------------------- | ------- |
| 1       | 2015년 1월 7일  | 透明な色 투명한 색                           | 1위       | 330,542       | 2CD+DVD 2CD CD | SRCL-8662/4 SRCL-8665/6 SRCL-8667                         | Type-A Type-B Type-C                |         |
| 2       | 2016년 5월 25일 | それぞれの椅子 각각의 의자                   | 1위       | 350,686       | CD+DVD CD      | SRCL-9078/9 SRCL-9080/1 SRCL-9082/3 SRCL-9084/5 SRCL-9086 | Type-A Type-B Type-C Type-D 통상반  |         |
| 3       | 2017년 5월 24일 | 生まれてから初めて見た夢 태어나서 처음 본 꿈 | 1위       | 419,110       | CD+DVD CD      | SRCL-9437/9 SRCL-9440/1 SRCL-9442/3 SRCL-9444             | 초회생산한정반 Type-A Type-B 통상반 |         |
| 4       | 2019년 4월 17일 | 今が思い出になるまで 지금이 추억이 될때까지  | 1위       |               | CD+DVD CD      | SRCL-11140/2 SRCL-11143/4 SRCL-11145/6 SRCL-11147         | 초회생산한정반 Type-A Type-B 통상반 |         |

#### 언더 앨범
|         | 발매일          | 타이틀                                                      | 최고 순위 | 오리콘 판매량 | 판매 형태   | 상품 코드                           | 형태                                 |
| N46Div. | N46Div.         | N46Div.                                                     | N46Div.   | N46Div.       | N46Div.     | N46Div.                             | N46Div.                              |
| ------- | --------------- | ----------------------------------------------------------- | --------- | ------------- | ----------- | ----------------------------------- | ------------------------------------ |
| 1       | 2018년 1월 10일 | 僕だけの君〜Under Super Best〜 나만의 너 ~Under Super Best~ | 1위       | 134,629       | 2CD+DVD 2CD | SRCL-9630/2 SRCL-9633/5 SRCL-9636/7 | 초회생산한정반 초회사양한정반 통상반 |

#### 베스트 앨범
|         | 발매일           | 타이틀                 | 최고 순위 | 오리콘 판매량 | 판매 형태                                                                             | 상품 코드                                              | 형태    |
| N46Div. | N46Div.          | N46Div.                | N46Div.   | N46Div.       | N46Div.                                                                               | N46Div.                                                | N46Div. |
| ------- | ---------------- | ---------------------- | --------- | ------------- | ------------------------------------------------------------------------------------- | ------------------------------------------------------ | ------- |
| 1       | 2021년 12월 15일 | Time flies 타임 파일즈 | 1위       |               | 완전생산한정반 초회사양한정반 통상반 소니 뮤직 숍 한정 10주년 기념 멤버 커스텀 재킷반 | SRCL-12020/4 SRCL-12025/8 SRCL-12029/30 SRC7-20/1~92/3 |         |

## 출연

### 텔레비전
- 노기자카는 어디? (2011년 10월 ~ 2015년 4월, TV 아이치·TV 도쿄 계열)
- 사바돌 (2012년 1월 ~ 4월, TV 도쿄)
- 노기자카 로망 (2012년 4월 ~ 9월, TV 도쿄)
- 2012 FIFA U-20 여자 월드컵 (후지 TV)
  - 논스톱! (2012년 8월 13일 ~ 16일)
  - 영 나데시코 응원 위원회 (2012년 8월 13일 ~ 16일)
  - 사전 이벤트 (2012년 8월 15일)
  - FIFA U－20 여자 월드컵 영 나데시코 응원 SP (2012년 8월 19일)
  - 퍼블릭 뷰잉 (2012년 8월 19일·22일)
  - 대회 클로징 세리머니 (2012년 9월 7일)
- GiRLPOP TV (2012년 9월 ~ 2013년 6월, MUSIC ON! TV) - 노비노비 노기자카
- R의 법칙 (2012년 11월 ~ , NHK 교육 텔레비전) - 사이토 아스카·와카츠키 유미·호리 미오나·와다 마야·와타나베 미리아
- 우마즈킷! (2013년 1월 ~ , 후지 TV) - 시라이시 마이
- BAD BOYS J (2013년 4월 ~ 6월, 닛폰 TV)
- 노기자카46×HKT48 관 프로그램 배틀! (2013년 7월 ~ 9월, 닛폰 TV) - NOGIBINGO!
- NARUTO -나루토- 질풍전 (2013년 10월 ~ 2014년 3월, TV 도쿄) - 〈나루자카46 수행 중!〉 코너
- 도시락 소녀 (2013년 10월 ~ 2014년 3월, MBS) - 하시모토 나나미·마츠무라 사유리·와카츠키 유미
- NOGIBINGO!2 (2014년 1월 ~ 3월, 닛폰 TV)
- AKB48 SHOW! (2014년 3월 ~ 2019년 3월, NHK BS 프리미엄) - 별책 〈노기자카46 SHOW!〉로 부정기 방송
- 뮤~지큥 (2014년 4월 ~ 9월, MBS) - 하시모토 나나미·마츠무라 사유리·와카츠키 유미
- AKBINGO! (2014년 4월 ~ 5월, 닛폰 TV) - 아키모토 마나츠·이쿠타 에리카·이코마 리나·에토 미사·사쿠라이 레이카·시라이시 마이·타카야마 카즈미·나가시마 세이라·니시노 나나세·후카가와 마이·마츠무라 사유리·와카츠키 유미
- NOGIBINGO!3 (2014년 10월 ~ 12월, 닛폰 TV)
- NOGIBINGO!4 (2015년 4월 ~ 6월, 닛폰 TV)
- 노기자카 공사중 (2015년 4월 ~ , TV 아이치·TV 도쿄 계열)
- 노기자카46 영어 (2015년 6월 ~ , TBS 채널 1) - 카와고 히나·키타노 히나코·노죠 아미·와다 마야·히라타 리나 (AKB48)
- 하츠모리 베마즈 (2015년 7월 ~ 9월, TV 도쿄)
- NOGIBINGO!5 (2015년 7월 ~ 9월, 닛폰 TV)
- 꽃 타오르다 제29회 (2015년 7월 19일, NHK)
- 사가라와 키요토의 노기자카 부부부 (2015년 10월 ~ 12월, TV 사이타마)
- 노기자카46 홍백 SP! (2016년 1월 22일, NHK BS 프리미엄)
- 노기자카46 홍백 SP! 확대판 (2016년 2월, NHK BS 프리미엄)
- NOGIBINGO!6 (2016년 4월 ~ 6월, 닛폰 TV)
- 정말로 있었던 무서운 이야기 여름 특별편 2016 〈또 1명의 엘리베이터〉 (2016년 8월 20일, 후지 TV) - 이쿠타 에리카·이코마 리나·사이토 아스카·시라이시 마이·니시노 나나세
- NOGIBINGO!7 (2016년 10월 ~ 12월, 닛폰 TV)
- NOGIBINGO!8 (2017년 4월 ~ 6월, 닛폰 TV)
- NOGIBINGO!9 (2017년 10월 ~ 11월, 닛폰 TV)
- 노기자카46 meets Asia! (2018년 2월 4일 ~ , MBC 뮤직)
- NOGIBINGO!10 (2018년 10월 ~ 12월, 닛폰 TV)
- 노기자카 어디에 시리즈 (닛폰 TV)
  - 노기자카 어디에 (2019년 10월 22일 ~ 2020년 3월 17일) - 4기생
  - 노기자카 어디에 걸작선 (2020년 4월 21일 ~ 6월 9일) - 4기생
- 노기자카 스키 시리즈 (닛폰 TV)
  - 노기자카 스키 (2020년 6월 16일 ~ 10월 27일) - 4기생
  - 노기자카 스키 ACT 2 (2020년 6월 16일 ~ 10월 27일) - 3·4기생
- 노기자카 스타 탄생! 시리즈 (닛폰 TV)
  - 노기자카 스타 탄생! (2021년 5월 11일 ~ 9월 28일) - 4기생
  - 노기자카 스타 탄생! 2 (2021년 10월 12일 ~ 2022년 3월 8일) - 4기생
- 신·노기자카 스타 탄생! (2022년 4월 26일 ~ , 닛폰 TV) - 5기생

### 영화
- 극장판 BAD BOYS J -최후에 지킬 것- (2013년 11월 9일, 쇼게이트) - 아키모토 마나츠·이코마 리나·이토 네네·이토 마리카·사쿠라이 레이카·시라이시 마이·타카야마 카즈미·노죠 아미·하시모토 나나미·와카츠키 유미
- 초능력 연구부의 3인 (2014년 12월 6일, BS-TBS) - 아키모토 마나츠·이쿠타 에리카·하시모토 나나미
- 슬픔 잊는 법 Documentary of 노기자카46 (2015년 7월 10일, 토호)

### 무대
- 16인의 프린시펄 (2012년 9월 1일 ~ 9일, PARCO 극장)
- 16인의 프린시펄 deux (2013년 5월 3일 ~ 12일·5월 31일 ~ 6월 2일, 아카사카 ACT 시어터·우메다 예술 극장)
- 16인의 프린시펄 trois (2014년 5월 30일 ~ 6월 15일, 아카사카 ACT 시어터)
- 죠시라쿠 (2015년 6월 18일 ~ 28일, AiiA 2.5 Theater Tokyo)
- 모든 개는 천국에 간다 (2015년 10월 1일 ~ 12일, AiiA 2.5 Theater Tokyo) - 이코마 리나·이토 마리카·이노우에 사융리·사이토 유리·사쿠라이 레이카·신우치 마이·마츠무라 사유리·와카츠키 유미
- 리본의 기사 (2015년 11월 12일 ~ 17일·12월 3일 ~ 6일, 아카사카 ACT 시어터·시어터 BRAVA!) - 이쿠타 에리카·사쿠라이 레이카
- 묘지, 여고생 (2016년 10월 14일 ~ 22일, 도쿄 돔 시티 시어터 G 롯소) - 이토 마리카·이토 쥰나·이노우에 사유리·사이토 유리·신우치 마이·스즈키 아야네·노죠 아미·히구치 히나

### 라디오
- 노기자카46의 〈노〉 (2013년 4월 7일 ~ , 분카 방송)
- 패미라지 (2014년 10월 28일 ~ 2015년 3월 9일, 패밀리 마트) - DJ
- 노기자카46의 올 나이트 닛폰 시리즈 (닛폰 방송)
  - 노기자카46 언더 멤버의 올 나이트 닛폰 R (2015년 1월 3일)
  - 노기자카46의 올 나이트 닛폰 (2015년 1월 6일·2016년 5월 25일)
  - 노기자카46의 올 나이트 닛폰 GOLD (2015년 6월 19일)
  - 노기자카46 호리 미오나의 올 나이트 닛폰 R (2015년 11월 7일)

### 라이브
2012년
- 노기자카46 Zeep Live ~힘내라 콘노~ (8월 13일 ~ 14일, Zeep Numba·Zeep Nagoya)
- 노기자카46 Zeep Live in Tokyo (12월 27일)

2013년
- 노기자카46 〈노기자카46 1st YEAR BIRTHDAY LIVE〉 (2월 22일, 마쿠하리 멧세·마쿠하리 이벤트 홀)
- 노기자카46 〈한여름의 전국 투어 2013〉 (8월 19일 ~ 30일, 삿포로·후쿠오카·오사카·나고야·도쿄)
- 노기자카46 〈한여름의 전국 투어 2013 FINAL〉 (10월 6일, 요요기 제1체육관)
- 노기자카46 〈노기자카46 Merry X'mas Show 2013〉 (12월 20일, 일본 무도관)

2014년
- 노기자카46 〈노기자카46 2nd YEAR BIRTHDAY LIVE〉 (2월 22일, 요코하마 아레나)
- 노기자카46 〈노기자카46 언더 라이브〉 (7월 25일 ~ 26일, AiiA Theater Tokyo)
- 노기자카46 〈한여름의 전국 투어 2014〉 (8월 16일 ~ 30일, 오사카·후쿠오카·센다이·나고야·도쿄)
- 노기자카46 〈노기자카46 언더 라이브〉 (7월 25일 ~ 26일, AiiA Theater Tokyo)
- 노기자카46 〈노기자카46 언더 라이브 2nd 시즌〉 (10월 5일 ~ 19일, 록폰기 플루 시어터)
- 노기자카46 〈노기자카46 언더 라이브 2nd 시즌 FINAL! ~Merry X'mas "이브" Show 2014~〉 (12월 12일, 아리아케 콜로세움)
- 노기자카46 〈노기자카46 Merry X'mas Show 2014〉 (12월 13일 ~ 14일, 아리아케 콜로세움)

2015년
- 노기자카46 〈노기자카46 3rd YEAR BIRTHDAY LIVE〉 (2월 22일, 세이부 돔)
- 노기자카46 〈노기자카46 언더 라이브 3rd 시즌〉 (10월 5일 ~ 19일, Zepp 플루 시어터 록폰기)
- 노기자카46 〈한여름의 전국 투어 2015〉 (8월 5일 ~ 31일, 미야기·나고야·히로시마·후쿠오카·오사카·도쿄)
- 노기자카46 〈노기자카46 언더 라이브 4th 시즌 at 일본 무도관〉 (12월 17일 ~ 18일, 일본 무도관)
- 노기자카46 〈노기자카46 Merry X'mas Show 2015〉 (12월 20일 ~ 21일, 일본 무도관)

2016년
- 노기자카46 〈노기자카46 언더 라이브 전국 투어 2016〉 (2016년 3월 19일 ~ 20일, 나고야·후쿠오카·이와테·아오모리·아키타·야마기시)
- 노기자카46 〈한여름의 전국 투어 2016〉 (6월 15일 ~ 8월 30일, 시즈오카·오사카·나고야·센다이·후쿠오카·도쿄)
- 노기자카46 〈노기자카46 언더 라이브 4th 시즌〉 (10월 15일 ~ 25일, AiiA Theater Tokyo)
- 노기자카46 〈노기자카46 Merry X'mas Show 2016〉 (12월 6일 ~ 9일, 일본 무도관)

2017년
- 노기자카46 〈노기자카46 SPECIAL LIVE 2017 at UNIVERSAL STUDIOS JAPAN〉 (1월 8일 ~ 9일, 유니버설 스튜디오 재팬)
- 노기자카46 〈노기자카46 5th YEAR BIRTHDAY LIVE〉 (2월 20일 ~ 22일, 사이타마 슈퍼 아레나)
- 노기자카46 〈한여름의 전국 투어 2017〉 (7월 1일 ~ 10월 9일, 도쿄·센다이·오사카·나고야·니가타)
- 노기자카46 〈한여름의 전국 투어 2017 FINAL!〉 (11월 7일 ~ 8월, 도쿄 돔)

2018년
- 노기자카46 〈한여름의 전국 투어 2018〉 (7월 6일 ~ 9월 2일, 도쿄·후쿠오카·오사카·아이치·미야기)

2019년
- 노기자카46 〈노기자카46 7th YEAR BIRTHDAY LIVE〉 (2월 21일 ~ 24일, 쿄세라 오사카)
- 노기자카46 〈한여름의 전국 투어 2019〉 (7월 3일 ~ 9월 1일, 아이치·후쿠오카·오사카·도쿄)

2020년
- 노기자카46 〈노기자카46 8th YEAR BIRTHDAY LIVE〉 (2월 21일 ~ 24일, 나고야 돔)
- 노기자카46 〈NOGIZAKA46 Mai Shiraishi Graduation Concert ~Always beside you~〉 (2020년 10월 28일) - 당시는 5월 5일 ~ 7일에 도쿄 돔에서 개최 예정이었으나, 신종 코로나바이러스 대감염에 확산으로 인해 정기되었으며, 유료의 무관중 착신 라이브로서 개최.

2021년
- 노기자카46 〈노기자카46 9th YEAR BIRTHDAY LIVE〉 (2월 22일 ~ 5월 9일, 마쿠하리 멧세) - 착신 라이브로서 개최.
- 노기자카46 〈노기자카46 언더 라이브 2021〉 (5월 26일, 요코하마 아레나) - 착신 라이브로서 개최.
- 노기자카46 〈사~유~Ready? ~사유링고 군단 라이브 / 마츠무라 사유리 졸업 콘서트~〉 (6월 22일 ~ 23일, 요코하마 아레나)
- 노기자카46 〈한여름의 전국 투어 2021〉 (7월 14일 ~ 11월 21일, 오사카·미야기·아이치·후쿠오카·도쿄)
- 노기자카46 〈이쿠타 에리카 졸업 콘서트〉 (12월 14일 ~ 15일, 요코하마 아레나)

2022년
- 노기자카46 〈노기자카46 10th YEAR BIRTHDAY LIVE〉 (5월 14일 ~ 15일, 닛산 스타디움)
- 노기자카46 〈한여름의 전국 투어 2022〉 (7월 19일 ~ 8월 31일, 오사카·히로시마·후쿠오카·홋카이도·미야기·아이치·도쿄)

2023년
- 노기자카46 〈노기자카46 11th YEAR BIRTHDAY LIVE〉 (2월 22일 ~ 26일, 요코하마 아레나) - 26일의 DAY5는 〈아키모토 마나츠 졸업 콘서트〉로서 행하였다.
- 노기자카46 〈사이토 아스카 졸업 콘서트〉 (5월 17일 ~ 18일, 도쿄 돔)
- 노기자카46 〈한여름의 전국 투어 2023〉 (7월 1일 ~ 8월 28일, 홋카이도·오사카·히로시마·오키나와·아이치·미야기·도쿄)

### 해외 공연
2018년
- NOGIZAKA46 LIVE in Shanghai 2018 (12월 1일, 상하이 메르세데스 아레나)

2019년
- NOGIZAKA46 LIVE in Taipei 2019 (1월 27일, 대만 타이베이 아레나)
- NOGIZAKA46 LIVE in Shanghai 2019 (10월 25일 ~ 26일, 메르세데스 벤츠 아레나)

2020년
- NOGIZAKA46 LIVE in Taipei 2020 (1월 19일, 타이베이 아레나)

## 서적

### 사진집
- 노기자카파 (2013년 10월 22일, 후타바샤)
- 계간 노기자카 (도쿄 뉴스 통신사)
  - vol.1 조춘 (2014년 3월 5일)
  - vol.2 초하 (2014년 6월 12일)
  - vol.3 양추 (2014년 9월 4일)
  - vol.4 채동 (2014년 12월 26일)
- 하츠모리 베마즈 전자 사진집 Vol.1 (2015년 8월 14일, 라쿠텐Kobo)
- 하츠모리 베마즈 전자 사진집 Vol.2 (2015년 9월 11일, 라쿠텐Kobo)
- 드라마 24 〈하츠모리 베마즈〉 공식 사진집 (2015년 10월 22일, 겐토샤)
- 1시간 지연의 I love you. (2016년 8월 5일, 슈후 토 세이카츠 샤)

### 캘린더
- 노기자카46 WEEKLY CALENDAR 2013 (2012년 11월 14일, 도쿄 뉴스 통신사)
- 노기자카46 벽걸이 캘린더 2014 (2013년 12월 26일, 노기자카46 운영 위원회)
- 2015년도 노기자카46 공식 캘린더 (2014년 10월 31일, 노기자카46 운영 위원회)

## 수상
- 제27회 일본 골드 디스크 대상 (2013년)
  - 올해의 신인상
  - 베스트 5 뉴 아티스트
- 제59회 일본 레코드 대상 (2017년)
  - 대상 〈인플루언서〉
- 제60회 일본 레코드 대상 (2018년)
  - 대상 〈싱크로니시티〉
- Weibo Account Festival in Japan 2018 (2018년)
  - 인기 아이돌 그룹상

### 내용주
1. ↑  2018년내를 기해 그룹을 졸업. 2019년 2월 24일, 졸업 콘서트를 기해 최종 활동으로 확정.
2. ↑  통상, 〈잠정 선발〉이라고 불리는, 직후에 사퇴가 발표된 요시모토를 포함해, 멤버 피로연의 직후에 발표된 16명.
3. ↑  그룹 관 프로그램인 《노기자카는, 어디?》의 제1회에서 발표된, 〈잠정 칠복신〉을 포함한 15명.
4. ↑  CM·〈메이지 수제 초콜릿 커튼 건네기 편〉 출연에 선택된 〈메이지 수제 초콜릿 선발〉 16명.
5. ↑  AKB48의 신7을 의식해 설정된, 선발 멤버부터 선발된 멤버의 호칭. 1st 싱글 이후는 포메이션 전열부터 센 멤버를 가리킨다. 설정 당초는 7명이었기 때문에 노기자카 칠복신으로 유래는 문자 그대로 칠복신에서.
6. 1 2  커플링곡만 참가[9].

### 참조주
1. ↑  AKB48 공식 라이벌 노기자카46, 36명 결정 매일이 총선거?![깨진 링크(과거 내용 찾기)] (2011년 8월 22일 열람)
2. ↑  “AKB48의 “공식”라이벌 〈노기자카46〉란? 아키모토 야스시 프로듀스…”. 2011년 8월 5일에 원본 문서에서 보존된 문서. 2011년 9월 8일에 확인함.
3. ↑  노기자카46의 앗 짱은 14세![깨진 링크(과거 내용 찾기)] (2011년 8월 21일 열람)
4. ↑  “나타리 - 노기자카46, 첫 CM에서 수제 밸런타인을 응원”. 나타리. 2012년 1월 12일. 2013년 4월 28일에 확인함.
5. ↑  “노기자카46가 데뷔 곡 첫 피로 라이벌 AKB48는 〈넘고싶은 목표〉 - 포토 갤러리 10 영화 뉴스 - 영화.com”. 영화.com. 2012년 1월 12일. 2013년 10월 6일에 원본 문서에서 보존된 문서. 2013년 4월 28일에 확인함.
6. ↑  “나타리 - 노기자카46 신곡 선발 멤버 발표, 신 센터는 시라이시 마이”. 《나타리》 (나타샤). 2013년 4월 20일. 2013년 4월 21일에 확인함.
7. ↑  “나타리 - 노기자카46 신 선발 멤버 발표, 센터는 2기생·호리 미오나”. 《나타리》 (나타샤). 2013년 10월 6일. 2013년 10월 6일에 확인함.
8. ↑  “ORICON STYLE - 노기자카46 신 센터는 니시노 나나세”. 《ORICON STYLE》 (ORICON). 2014년 1월 27일. 2014년 1월 27일에 확인함.
9. ↑  “秋元真夏センター楽曲「僕たちのサヨナラ」配信スタート！”. 《乃木坂46公式サイト》. 乃木坂46LLC. 2023년 2월 17일. 2023년 2월 17일에 확인함.
10. ↑  “Billboard JAPAN Top Singles Sales” (일본어).

## 같이 보기
관련 주제
- 사쿠라자카46
- 요시모토자카46
- 히나타자카46
- AKB48

관련 도로
- 국도 제246호선 (일본)